# 2025-ös FIFA-klubvilágbajnokság
A 2025-ös labdarúgó FIFA-klubvilágbajnokság a klubvilágbajnokság 21. kiírása. A klubvilágbajnokságot az Egyesült Államokban játszották 2025 júniusában és júliusában, mint a 2026-os világbajnokság előeseménye. Az első bővített klubvilágbajnokság volt 32 csapattal, akik közé tartoznak az előző négy szezon kontinentális bajnokai.
A címvédő a Manchester City volt, 2023-ban nyerte meg első címét. A nyolcaddöntőben kiestek, a döntőt a Chelsea nyerte meg a Paris Saint-Germain ellen, 3–0-ra.
A torna bővítését kritizálta többek között a FIFPRO játékos-szakszervezet, illetve a World Leagues Forum is, amiért nagy hatással lehet a labdarúgók egészségére.

## Háttér
A FIFA-klubvilágbajnokság 2005-ös visszatérése óta egy évente, télen megrendezett esemény volt a kontinentális bajnokcsapatok között. 2016 végén viszont Gianni Infantino javasolta a klubvilágbajnokság június-júliusi időzítését és bővítését 32 csapatra 2019-től. 2017 végén a FIFA több megbeszélést is tartott arról, hogy nyáron tartja négy évente és 24 főre bővíti a tornát, azzal a céllal, hogy átvegye a konföderációs kupa helyét. A 2021-es bővített klubvilágbajnokság terveit a FIFA Tanács 2019-es miami ülésén jelentette be a szervezet, Kínát kijelölve házigazdaként, de később törölték a Covid19-pandémia miatt.
Infantino 2022 decemberében bejelentette, hogy a 32 csapatos torna 2025-re még mindig tervben volt, de szükségük volt a hat szövetség beleegyezésébe. A bővítést kritizálta a FIFPRO, a játékosok szakszervezete, illetve a World Leagues Forum is, ami a profi labdarúgó-bajnokságokat képviseli. Mindkét szervezet kifejezte aggodalmát a játékosok jólétével kapcsolatban, hiszen mind mérkőzéseket adna a már amúgy is tömött mérkőzés-naptárhoz. A La Liga bejelentette, hogy abban az esetben, ha a FIFA bővíteni próbálja a klubvilágbajnokságot, be fogja perelni a szervezetet, hogy ebben megakadályozza.
2023. június 23-án a FIFA bejelentette, hogy a 2025-ös kiírás házigazdája az Egyesült Államok lesz, mint a 2026-os világbajnokság előeseménye. A 32 csapatot nyolc négy csapatos csoportra osztották és az első két helyezett jutott tovább az egyenes kieséses szakaszba. A formátuma a világbajnokság által 1998 és 2022 között használton alapult.

## Helyszínek

### Stadionok
A FIFA 2024. szeptember 28-án jelentette be a tizenkét kiválasztott stadiont tizenegy városban: a Lincoln Financial Field (Philadelphia), az Audi Field (Washington), a Lumen Field (Seattle), a Rose Bowl (Pasadena), a TQL Stadion (Cincinnati), a Bank of America Stadion (Charlotte), a Mercedes-Benz Stadion (Atlanta), a Hard Rock Stadion (Miami Gardens), a Geodis Park (Nashville), a Camping World Stadion és az Inter&Co Stadion (Orlando), illetve a döntőnek is helyet adó MetLife Stadium (East Rutherford).
| Pasadena              | East Rutherford | Charlotte | Atlanta | Philadelphia            |
| --------------------- | --- | --- | --- | ----------------------- |
| Rose Bowl             | MetLife Stadion | Bank of America Stadion | Mercedes-Benz Stadion | Lincoln Financial Field |
| Férőhely: 89 702      | Férőhely: 82 500 | Férőhely: 74 860 | Férőhely: 71 000 | Férőhely: 69 879        |
|                       | | | |                         |
| Seattle               | MetLife Stadion Mercedes-Benz Stadion Lincoln Field Rose Bowl BoA Stadion Camping World Stadion Inter&Co Stadion Geodis Park TQL Stadion Audi Field Lumen Field Hard Rock Stadion | MetLife Stadion Mercedes-Benz Stadion Lincoln Field Rose Bowl BoA Stadion Camping World Stadion Inter&Co Stadion Geodis Park TQL Stadion Audi Field Lumen Field Hard Rock Stadion | MetLife Stadion Mercedes-Benz Stadion Lincoln Field Rose Bowl BoA Stadion Camping World Stadion Inter&Co Stadion Geodis Park TQL Stadion Audi Field Lumen Field Hard Rock Stadion | Miami Gardens           |
| Lumen Field           | MetLife Stadion Mercedes-Benz Stadion Lincoln Field Rose Bowl BoA Stadion Camping World Stadion Inter&Co Stadion Geodis Park TQL Stadion Audi Field Lumen Field Hard Rock Stadion | MetLife Stadion Mercedes-Benz Stadion Lincoln Field Rose Bowl BoA Stadion Camping World Stadion Inter&Co Stadion Geodis Park TQL Stadion Audi Field Lumen Field Hard Rock Stadion | MetLife Stadion Mercedes-Benz Stadion Lincoln Field Rose Bowl BoA Stadion Camping World Stadion Inter&Co Stadion Geodis Park TQL Stadion Audi Field Lumen Field Hard Rock Stadion | Hard Rock Stadion       |
| Férőhely: 68 740      | MetLife Stadion Mercedes-Benz Stadion Lincoln Field Rose Bowl BoA Stadion Camping World Stadion Inter&Co Stadion Geodis Park TQL Stadion Audi Field Lumen Field Hard Rock Stadion | MetLife Stadion Mercedes-Benz Stadion Lincoln Field Rose Bowl BoA Stadion Camping World Stadion Inter&Co Stadion Geodis Park TQL Stadion Audi Field Lumen Field Hard Rock Stadion | MetLife Stadion Mercedes-Benz Stadion Lincoln Field Rose Bowl BoA Stadion Camping World Stadion Inter&Co Stadion Geodis Park TQL Stadion Audi Field Lumen Field Hard Rock Stadion | Férőhely: 64 760        |
|                       | MetLife Stadion Mercedes-Benz Stadion Lincoln Field Rose Bowl BoA Stadion Camping World Stadion Inter&Co Stadion Geodis Park TQL Stadion Audi Field Lumen Field Hard Rock Stadion | MetLife Stadion Mercedes-Benz Stadion Lincoln Field Rose Bowl BoA Stadion Camping World Stadion Inter&Co Stadion Geodis Park TQL Stadion Audi Field Lumen Field Hard Rock Stadion | MetLife Stadion Mercedes-Benz Stadion Lincoln Field Rose Bowl BoA Stadion Camping World Stadion Inter&Co Stadion Geodis Park TQL Stadion Audi Field Lumen Field Hard Rock Stadion |                         |
| Orlando               | Orlando | Nashville | Cincinnati | Washington              |
| Camping World Stadion | Inter&Co Stadion | Geodis Park | TQL Stadion | Audi Field              |
| Férőhely: 60 219      | Férőhely: 25 500 | Férőhely: 30 109 | Férőhely: 26 000 | Férőhely: 20 000        |
|                       | | | |                         |

### Edzőközpontok
A FIFA az alapján osztotta el az edzőközpontokat, hogy csapatoknak melyik régiókban voltak mérkőzései. A csapatoknak megadták azt a lehetőséget is, hogy függetlenül megegyezzenek sportkomplexumokkal és egyetemekkel, hogy felhasználhassák edzőtermeiket a torna idején. Egyes helyszíneket a FIFA kijelölt későbbi használatra az egyenes kieséses szakaszra. A bázisokat a FIFA június 3-án erősítette meg.
| Csapat              | Város                                  | Edzőközpont                                       |
| ------------------- | -------------------------------------- | ------------------------------------------------- |
| Atlético Madrid     | Los Angeles, Kalifornia                | Los Angeles Memorial Coliseum                     |
| Auckland City       | Chattanooga, Tennessee                 | Baylor Középiskola                                |
| Bayern München      | Bay Lake, Florida                      | ESPN Wide World of Sports Complex                 |
| Benfica             | Tampa, Florida                         | Waters Sportsplex                                 |
| Boca Juniors        | Miami Shores, Florida                  | Barry Egyetem                                     |
| Borussia Dortmund   | Fort Lauderdale, Florida               | Florida Blue Training Center                      |
| Botafogo            | Montecito, Kalifornia                  | Westmont Főiskola                                 |
| Chelsea             | Chester, Pennsylvania                  | Philadelphia Union Training Center                |
| Chelsea             | Davie, Florida                         | Nova Southeastern Egyetem                         |
| el-Ahlí             | Davie, Florida                         | Nova Southeastern Egyetem                         |
| el-Ahlí             | Basking Ridge, New Jersey              | Pingry Iskola                                     |
| el-Ajn              | Alexandria, Virginia                   | Episzkopális Középiskola                          |
| el-Hilál            | Leesburg, Virginia                     | D.C. United Training Center                       |
| el-Hilál            | Nashville, Tennessee                   | Nashville SC Training Facility                    |
| Espérance de Tunis  | Rochester, Michigan                    | Oakland Egyetem                                   |
| Flamengo            | Galloway Township, New Jersey          | Stockton Egyetem                                  |
| Flamengo            | Bay Lake, Florida                      | ESPN Wide World of Sports Complex                 |
| Fluminense          | Columbia, Dél-Karolina                 | Dél-karolinai Egyetem                             |
| Inter Miami         | Fort Lauderdale, Florida               | Florida Blue Training Center                      |
| Internazionale      | Los Angeles, Kalifornia                | Kaliforniai Egyetem, Los Angeles                  |
| Internazionale      | Renton, Washington                     | Virginia Mason Athletic Center                    |
| Juventus            | White Sulphur Springs, Nyugat-Virginia | The Greenbrier                                    |
| Juventus            | Orlando, Florida                       | ChampionsGate                                     |
| Los Angeles FC      | Macon, Georgia                         | Mercer Egyetem                                    |
| Mamelodi Sundowns   | Bradenton, Florida                     | IMG Academy                                       |
| Manchester City     | Boca Raton, Florida                    | Lynn Egyetem                                      |
| Monterrey           | Los Angeles, Kalifornia                | Loyola Marymount Egyetem                          |
| Pachuca             | Charlotte, Észak-Karolina              | Észak-karolinai Egyetem, Charlotte                |
| Palmeiras           | Greensboro, Észak-Karolina             | Észak-karolinai Egyetem, Greensboro               |
| Paris Saint-Germain | Irvine, Kalifornia                     | Kaliforniai Egyetem, Irvine                       |
| Porto               | Piscataway, New Jersey                 | Rutgers Egyetem                                   |
| Real Madrid         | Palm Beach Gardens, Florida            | Gardens North County District Park                |
| Red Bull Salzburg   | Whippany, New Jersey                   | Melanie Lane Training Ground                      |
| River Plate         | Renton, Washington                     | Providence Swedish Performance Center & Clubhouse |
| Seattle Sounders FC | Renton, Washington                     | Providence Swedish Performance Center & Clubhouse |
| Ulszan HD           | Charlotte, Észak-Karolina              | Charlotte FC Performance Park                     |
| Urava Red Diamonds  | Portland, Oregon                       | Portlandi Egyetem                                 |
| Vidad Casablanca    | Bethesda, Maryland                     | Landon Középiskola                                |

## Résztvevők
2023. február 14-én a FIFA Tanács elfogadta a helyek kiosztását a 2025-ös klubvilágbajnokságra. Az UEFA kapta a legtöbb helyet tizenkettővel, őket pedig a CONMEBOL követte hattal. Az AFC, a CAF és a CONCACAF mind négy helyet kaptak, míg az OFC és a házigazda csak egyet-egyet. Március 14-én a FIFA elfogadta a kitételeket a tornán való induláshoz, a 2021–2024-es időszakaszra:
- A több, mint hat hellyel rendelkező szövetségek négy kontinentális győztese automatikusan helyet kap a klubvilágbajnokságon és hozzájuk csatlakoznak a legjobb csapatok klubcsapat-együttható alapján, a négy éves ranglista szerint.
- A négy hellyel rendelkező szövetségek négy kontinentális győztese automatikusan helyet kap a klubvilágbajnokságon. (Az AFC-bajnokok ligája formátumváltozása miatt csak három bajnoka lesz a kiírt időszak alatt, így a negyedik helyet együttható szerint ítélik oda.)
- Az egy hellyel rendelkező szövetségek esetében a négy év alatt az együttható-ranglista szerinti legjobb bajnokok ligája-győztes kapja meg a helyet.
- A házigazda is kap egy helyet, az még nem ismert, hogy a csapatot mi alapján választják ki.

Ha egy klub a négy éves időszakban több, mint egyszer megnyeri kontinentális tornáját, akkor a szövetségből más csapatokat küldenek a felszabadult helyekre, klubcsapat-együttható alapján. Az alábbi csapatok jutottak ki eddig a klubvilágbajnokságra:
| Szövetség                       | Csapat              | Kvalifikáció módja                                                                                    | Dátum               | Szereplések száma                                                     |
| ------------------------------- | ------------------- | --- | ------------------- | --------------------------------------------------------------------- |
| AFC (4 csapat)                  | el-Hilál            | A 2021-es AFC-bajnokok ligája győztese                                                                | 2023. március 14.   | 4 (2019, 2021, 2022)                                                  |
| AFC (4 csapat)                  | Urava Red Diamonds  | A 2022-es AFC-bajnokok ligája győztese                                                                | 2023. május 6.      | 4 (2007, 2017, 2023)                                                  |
| AFC (4 csapat)                  | el-Ajn              | A 2023–2024-es AFC-bajnokok ligája győztese                                                           | 2024. május 18.     | 2 (2018)                                                              |
| AFC (4 csapat)                  | Ulszan HD           | A legjobb együtthatóval rendelkező, még nem kvalifikált csapat az AFC 4 éves ranglistáján             | 2024. április 17.   | 3 (2012, 2020)                                                        |
| CAF (4 csapat)                  | el-Ahlí             | A 2020–2021-es, 2022–2023-as és a 2023–2024-es CAF-bajnokok ligája győztese                           | 2023. március 14.   | 10 (2005, 2006, 2008, 2012, 2013, 2020, 2021, 2022, 2023)             |
| CAF (4 csapat)                  | Vidad Casablanca    | A 2021–2022-es CAF-bajnokok ligája győztese                                                           | 2023. március 14.   | 3 (2017, 2022)                                                        |
| CAF (4 csapat)                  | Espérance de Tunis  | A legjobb együtthatóval rendelkező, még nem kvalifikált csapat a CAF 4 éves ranglistáján              | 2024. április 26.   | 4 (2011, 2018, 2019)                                                  |
| CAF (4 csapat)                  | Mamelodi Sundowns   | A legjobb együtthatóval rendelkező, még nem kvalifikált csapat a CAF 4 éves ranglistáján              | 2024. április 26.   | 2 (2016)                                                              |
| CONCACAF (4 csapat)             | Monterrey           | A 2021-es CONCACAF-bajnokok ligája győztese                                                           | 2023. március 14.   | 6 (2011, 2012, 2013, 2019, 2021)                                      |
| CONCACAF (4 csapat)             | Seattle Sounders    | A 2022-es CONCACAF-bajnokok ligája győztese                                                           | 2023. március 14.   | 2 (2022)                                                              |
| CONCACAF (4 csapat)             | Los Angeles FC      | A rájátszás győztese                                                                                  | 2025. május 31.     | 1                                                                     |
| CONCACAF (4 csapat)             | Pachuca             | A 2024-es CONCACAF-bajnokok ligája győztese                                                           | 2024. június 1.     | 5 (2007, 2008, 2010, 2017)                                            |
| CONMEBOL (6 csapat)             | Palmeiras           | A 2021-es Copa Libertadores győztese                                                                  | 2023. március 14.   | 3 (2020, 2021)                                                        |
| CONMEBOL (6 csapat)             | Flamengo            | A 2022-es Copa Libertadores győztese                                                                  | 2023. március 14.   | 3 (2019, 2022)                                                        |
| CONMEBOL (6 csapat)             | Fluminense          | A 2023-as Copa Libertadores győztese                                                                  | 2023. november 4.   | 2 (2023)                                                              |
| CONMEBOL (6 csapat)             | Botafogo            | A 2024-es Copa Libertadores győztese                                                                  | 2024. november 30.  | 1                                                                     |
| CONMEBOL (6 csapat)             | River Plate         | A legjobb együtthatóval rendelkező, még nem kvalifikált csapat a CONMEBOL 4 éves ranglistáján         | 2024. május 14.     | 3 (2015, 2018)                                                        |
| CONMEBOL (6 csapat)             | Boca Juniors        | A második legjobb együtthatóval rendelkező, még nem kvalifikált csapat a CONMEBOL 4 éves ranglistáján | 2024. augusztus 22. | 2 (2007)                                                              |
| OFC (1 csapat)                  | Auckland City       | A legjobb OFC-bajnokok ligája győztes az OFC 4 éves ranglistáján                                      | 2023. december 17.  | 12 (2006, 2009, 2011, 2012, 2013, 2014, 2015, 2016, 2017, 2022, 2023) |
| UEFA (12 csapat)                | Chelsea             | A 2020–2021-es UEFA-bajnokok ligája győztese                                                          | 2023. március 14.   | 3 (2012, 2021)                                                        |
| UEFA (12 csapat)                | Real Madrid         | A 2021–2022-es és a 2023–2024-es UEFA-bajnokok ligája győztese                                        | 2023. március 14.   | 7 (2000, 2014, 2016, 2017, 2018, 2022)                                |
| UEFA (12 csapat)                | Manchester City     | A 2022–2023-as UEFA-bajnokok ligája győztese                                                          | 2023. június 10.    | 2 (2023)                                                              |
| UEFA (12 csapat)                | Bayern München      | A legjobb együtthatóval rendelkező, még nem kvalifikált csapat az UEFA 4 éves ranglistáján            | 2023. december 17.  | 3 (2013, 2020)                                                        |
| UEFA (12 csapat)                | Paris Saint-Germain | A második legjobb együtthatóval rendelkező, még nem kvalifikált csapat az UEFA 4 éves ranglistáján    | 2023. december 17.  | 1                                                                     |
| UEFA (12 csapat)                | Internazionale      | A harmadik legjobb együtthatóval rendelkező, még nem kvalifikált csapat az UEFA 4 éves ranglistáján   | 2023. december 17.  | 2 (2010)                                                              |
| UEFA (12 csapat)                | Porto               | A negyedik legjobb együtthatóval rendelkező, még nem kvalifikált csapat az UEFA 4 éves ranglistáján   | 2023. december 17.  | 1                                                                     |
| UEFA (12 csapat)                | Benfica             | Az ötödik legjobb együtthatóval rendelkező, még nem kvalifikált csapat az UEFA 4 éves ranglistáján    | 2023. december 17.  | 1                                                                     |
| UEFA (12 csapat)                | Borussia Dortmund   | A hatodik legjobb együtthatóval rendelkező, még nem kvalifikált csapat az UEFA 4 éves ranglistáján    | 2024. március 6.    | 1                                                                     |
| UEFA (12 csapat)                | Juventus            | A hetedik legjobb együtthatóval rendelkező, még nem kvalifikált csapat az UEFA 4 éves ranglistáján    | 2024. március 12.   | 1                                                                     |
| UEFA (12 csapat)                | Atlético Madrid     | A nyolcadik legjobb együtthatóval rendelkező, még nem kvalifikált csapat az UEFA 4 éves ranglistáján  | 2024. április 16.   | 1                                                                     |
| UEFA (12 csapat)                | Red Bull Salzburg   | A kilencedik legjobb együtthatóval rendelkező, még nem kvalifikált csapat az UEFA 4 éves ranglistáján | 2024. április 17.   | 1                                                                     |
| CONCACAF (házigazda) (1 csapat) | Inter Miami         | A 2024-es MLS-alapszakasz legjobb csapata                                                             | 2024. október 19.   | 1                                                                     |

Jegyzetek
1. 1 2 3 4 5 6 7 8 9  A csapat részvételét 2023. március 14-én erősítették meg, de az első csapatok lényegében a következő dátumokon jutottak ki: el-Hilál (2021. november 23.), el-Ahlí (2021. július 17.), Vidad Casablanca (2022. május 30.), Monterrey (2021. október 28.), Seattle Sounders FC (2022. május 4.), Palmeiras (2021. november 27.), Flamengo (2022. október 29.), Chelsea (2021. május 29.), Real Madrid (2022. május 28.).
2. ↑  Eredetileg a León csapatnak a 2023-as CONCACAF-bajnokok ligája győzteseként kellett volna részt vennie a tornán. 2025. március 21-én a csapatot eltávolították a versenyből a a FIFA fellebbviteli bizottságának többklubú tulajdonlásra vonatkozó szabályainak megsértése miatt, mivel a Leónnak és a Pachucának ugyanaz a tulajdonosa. 2025. május 6-án a Sportdöntőbíróság elutasította a León, a Pachuca és a Alajuelense fellebbezéseit. A FIFA megerősítette a León kizárását, valamint azt, hogy a Los Angeles FC és a Club América közötti rájátszásmérkőzés győztese jut ki a klubvilágbajnokságra.[22][23][24][25] Május 31-én a Los Angeles FC hosszabbításban 2–1-re legyőzte a Club Américát.[26]
3. ↑  A helyet azt a csapat fogja megkapni, amely a legmagasabb helyen szerepel a négy éves együttható-ranglistán és nyert OFC-bajnokok ligáját az időszakban, 2022 és 2024 között (a 2021-es OFC-bajnokok ligáját nem tartották meg). A helyet 2025-ban az Auckland City (a 2022-es és a 2023-as OFC-bajnokok ligája győztese) vagy a 2024-es OFC-bajnokok ligája győztese kaphatja meg.

## Sorsolás
A sorsolást 2024. december 5-én, 13:00-kor (EST) tartották a Telemundo televíziós műsorszolgáltató központjában, Doralban, Miami külvárosában. Az eseményt Alessandro Del Piero vezette, egy videóüzenetet is bemutattak az Egyesült Államok megválasztott elnökétől, Donald Trumptól. A FIFA két nappal a sorsolás előtt bejelentette az eljárást és a kalapokat, figyelembe véve lehetőség szerint a sportági és földrajzi tényezőket.
A FIFA a következőképpen állította össze a kalapokat, a csapatokat az egyes konföderációkon belül a FIFA klubrangsorolási rendszere alapján sorolták be:
- 1. kalap: Az UEFA-ból és a CONMEBOL-ból is a négy legjobb csapat
- 2. kalap: A maradék nyolc csapat az UEFA-ból
- 3. kalap: Az AFC, a CAF és a CONCACAF két legjobb helyezett csapata, valamint a CONMEBOL maradék két csapata
- 4. kalap: Az AFC, CAF, CONCACAF, OFC és a rendező ország fennmaradó csapatai

A sorsoláson ugyanazon konföderáció csapatai nem kerülhettek ugyanabba a csoportba, kivéve az UEFA-csapatokat, amelyeknél csoportonként legalább egy és legfeljebb kettő volt. Ezen kívül ugyanazon nemzeti szövetségből nem kerülhetett be két UEFA-csapat ugyanabba a csoportba.
A versenyképesség egyensúlyának megőrzése érdekében a kieséses szakaszhoz négy csoportból két külön utat alakítottak ki. A következőképpen állították össze:
- 1. út: Az A, C, E és G csoportok győztesei, párosítva a B, D, F és H csoportok második helyezettjeivel
- 2. út: a B, D, F és H csoportok győztesei, párosítva az A, C, E és G csoportok második helyezettjeivel

Ezt figyelembe véve az UEFA és a CONMEBOL csapatai a következő korlátozásokkal szembesültek a sorsolás során:
- Az 1–2. helyezést elérő UEFA-csapatok és az 1–2. CONMEBOL-csapatok nem találkozhatnak az elődöntőig, ha megnyernék a csoportjukat.
- A 3–4. helyezést elérő UEFA-csapatok és a 3–4. CONMEBOL-csapatok nem találkozhatnak az elődöntőig, ha megnyernék a csoportjukat.
- Az 1–4. helyezett UEFA-csapatokat olyan csoportokba sorolták, amelyek megakadályozzák, hogy az elődöntőig találkozzanak, amennyiben megnyerik a csoportjukat.
- Az 1–4. helyezett CONMEBOL-csapatokat olyan csoportokba sorsolták, amelyek megakadályozzák, hogy az elődöntőig találkozzanak, amennyiben megnyerik a csoportjukat.
- Az 5–8. helyezett UEFA-csapatokat csoportokba sorsolták a CONMEBOL 1–4. helyezett csapataival.
- A 9–12. helyezett UEFA-csapatokat csoportokba sorolták az UEFA 1–4. helyezett csapataival.

A rendező ország csapataként, és menetrendi okokból az Inter Miami CF és a Seattle Sounders FC az A, illetve a B csoport 4. helyére került.
A kalapok a következők voltak:
| Csapat              | Szöv.    | Pont |
| ------------------- | -------- | ---- |
| Manchester City     | UEFA     | 123  |
| Real Madrid         | UEFA     | 119  |
| Bayern München      | UEFA     | 108  |
| Paris Saint-Germain | UEFA     | 85   |
| Flamengo            | CONMEBOL | 141  |
| Palmeiras           | CONMEBOL | 140  |
| River Plate         | CONMEBOL | 103  |
| Fluminense          | CONMEBOL | 97   |

| Csapat            | Szöv. | Pont |
| ----------------- | ----- | ---- |
| Chelsea           | UEFA  | 79   |
| Borussia Dortmund | UEFA  | 79   |
| Internazionale    | UEFA  | 76   |
| Porto             | UEFA  | 68   |
| Atlético Madrid   | UEFA  | 67   |
| Benfica           | UEFA  | 52   |
| Juventus          | UEFA  | 47   |
| Red Bull Salzburg | UEFA  | 40   |

| Csapat           | Szöv.    | Pont |
| ---------------- | -------- | ---- |
| el-Hilál         | AFC      | 118  |
| Ulszan HD        | AFC      | 81   |
| el-Ahlí          | CAF      | 140  |
| Vidad Casablanca | CAF      | 108  |
| Monterrey        | CONCACAF | 52   |
| León             | CONCACAF | 47   |
| Boca Juniors     | CONMEBOL | 71   |
| Botafogo         | CONMEBOL | 37   |

| Csapat              | Szöv.     | Pont |
| ------------------- | --------- | ---- |
| Urava Red Diamonds  | AFC       | 49   |
| el-Ajn              | AFC       | 43   |
| Espérance de Tunis  | CAF       | 100  |
| Mamelodi Sundowns   | CAF       | 98   |
| Pachuca             | CONCACAF  | 34   |
| Seattle Sounders FC | CONCACAF  | 28   |
| Auckland City       | OFC       | 66   |
| Inter Miami CF      | Házigazda | —    |

### A sorsolás eredménye
| Poz. | Csapat         |
| ---- | -------------- |
| A1   | Palmeiras      |
| A2   | Porto          |
| A3   | el-Ahlí        |
| A4   | Inter Miami CF |

| Poz. | Csapat              |
| ---- | ------------------- |
| B1   | Paris Saint-Germain |
| B2   | Atlético Madrid     |
| B3   | Botafogo            |
| B4   | Seattle Sounders FC |

| Poz. | Csapat         |
| ---- | -------------- |
| C1   | Bayern München |
| C2   | Auckland City  |
| C3   | Boca Juniors   |
| C4   | Benfica        |

| Poz. | Csapat             |
| ---- | ------------------ |
| D1   | Flamengo           |
| D2   | Espérance de Tunis |
| D3   | Chelsea            |
| D4   | Los Angeles FC     |

| Poz. | Csapat             |
| ---- | ------------------ |
| E1   | River Plate        |
| E2   | Urava Red Diamonds |
| E3   | Monterrey          |
| E4   | Internazionale     |

| Poz. | Csapat            |
| ---- | ----------------- |
| F1   | Fluminense        |
| F2   | Borussia Dortmund |
| F3   | Ulszan HD         |
| F4   | Mamelodi Sundowns |

| Poz. | Csapat           |
| ---- | ---------------- |
| G1   | Manchester City  |
| G2   | Vidad Casablanca |
| G3   | el-Ajn           |
| G4   | Juventus         |

| Poz. | Csapat            |
| ---- | ----------------- |
| H1   | Real Madrid       |
| H2   | el-Hilál          |
| H3   | Pachuca           |
| H4   | Red Bull Salzburg |

## Játékvezetők
2025. április 14-én a FIFA megerősítette, hogy 41 tagszövetség 117 játékvezetőjét választják ki a tornára. Ez 35 játékvezetőt, 58 asszisztenst és 24 videóbírót foglalt magába.
| Szövetség | Játékvezetők         | Asszisztens játékvezetők                  | Videóbíró | Tartalékjátékvezetők             |
| --------- | -------------------- | ----------------------------------------- | --- | -------------------------------- |
| AFC       | Alirezá Fagáni       | Anton Shchetinin Ashley Beecham           | Hamísz el-Marí Shaun Evans Fu Ming Mohamed Obajid Hádím | Omár el-Alí Ma Ning              |
| AFC       | Szalmán Faláhi       | Ramzán en-Námi Mádzsid es-Samári          | Hamísz el-Marí Shaun Evans Fu Ming Mohamed Obajid Hádím | Omár el-Alí Ma Ning              |
| AFC       | Ilgiz Tantashev      | Timur Gaynullin Andrey Sapenko            | Hamísz el-Marí Shaun Evans Fu Ming Mohamed Obajid Hádím | Omár el-Alí Ma Ning              |
| CAF       | Dahane Beina         | Jerson Emiliano dos Santos Stephen Yiembe | Hamza el-Farík Mahmúd Asúr | Mutaz Ibrahim Jean-Jacques Ndala |
| CAF       | Musztafa Gorbál      | Mokrán Gúrári Ábesz Akram Zerúni          | Hamza el-Farík Mahmúd Asúr | Mutaz Ibrahim Jean-Jacques Ndala |
| CAF       | Issa Sy              | Djibril Camara Nouha Bangoura             | Hamza el-Farík Mahmúd Asúr | Mutaz Ibrahim Jean-Jacques Ndala |
| CONCACAF  | Iván Barton          | David Morán Henry Pupiro                  | Tatiana Guzmán Érick Galindo Guillermo Larios Armando Villarreal                                                                                                   |                                  |
| CONCACAF  | Drew Fischer         | Lyes Arfa Micheal Barwegen                | Tatiana Guzmán Érick Galindo Guillermo Larios Armando Villarreal                                                                                                   |                                  |
| CONCACAF  | Saíd Martínez        | Walter López Christian Ramírez            | Tatiana Guzmán Érick Galindo Guillermo Larios Armando Villarreal                                                                                                   |                                  |
| CONCACAF  | Tori Penso           | Kathryn Nesbitt Brooke Mayo               | Tatiana Guzmán Érick Galindo Guillermo Larios Armando Villarreal                                                                                                   |                                  |
| CONCACAF  | César Arturo Ramos   | Alberto Morín Marco Bisguerra             | Tatiana Guzmán Érick Galindo Guillermo Larios Armando Villarreal                                                                                                   |                                  |
| CONMEBOL  | Ramon Abatti         | Rafael Alves Danilo Manis                 | Nicolás Gallo Leodán González Juan Lara Hernán Carlos Mastrángelo Juan Soto                                                                                        | Gustavo Tejera                   |
| CONMEBOL  | Juan Gabriel Benítez | Eduardo Cardozo Milcíades Saldívar        | Nicolás Gallo Leodán González Juan Lara Hernán Carlos Mastrángelo Juan Soto                                                                                        | Gustavo Tejera                   |
| CONMEBOL  | Yael Falcón          | Facundo Rodríguez Maximiliano Del Yesso   | Nicolás Gallo Leodán González Juan Lara Hernán Carlos Mastrángelo Juan Soto                                                                                        | Gustavo Tejera                   |
| CONMEBOL  | Cristián Garay       | José Retamal Miguel Rocha                 | Nicolás Gallo Leodán González Juan Lara Hernán Carlos Mastrángelo Juan Soto                                                                                        | Gustavo Tejera                   |
| CONMEBOL  | Wilton Sampaio       | Bruno Boschilia Bruno Pires               | Nicolás Gallo Leodán González Juan Lara Hernán Carlos Mastrángelo Juan Soto                                                                                        | Gustavo Tejera                   |
| CONMEBOL  | Facundo Tello        | Juan Pablo Belatti Gabriel Chade          | Nicolás Gallo Leodán González Juan Lara Hernán Carlos Mastrángelo Juan Soto                                                                                        | Gustavo Tejera                   |
| CONMEBOL  | Jesús Valenzuela     | Jorge Urrego Tulio Moreno                 | Nicolás Gallo Leodán González Juan Lara Hernán Carlos Mastrángelo Juan Soto                                                                                        | Gustavo Tejera                   |
| OFC       |                      |                                           | | Campbell-Kirk Kawana-Waugh       |
| UEFA      | Espen Eskås          | Jan Erik Engan Isaak Bashevkin            | Ivan Bebek Jérôme Brisard Bastian Dankert Carlos del Cerro Grande Marco Di Bello Rob Dieperink Alejandro Hernández Hernández Tomasz Kwiatkowski Bram Van Driessche |                                  |
| UEFA      | Kovács István        | Mihai Marius Marica Ferencz Tunyogi       | Ivan Bebek Jérôme Brisard Bastian Dankert Carlos del Cerro Grande Marco Di Bello Rob Dieperink Alejandro Hernández Hernández Tomasz Kwiatkowski Bram Van Driessche |                                  |
| UEFA      | François Letexier    | Cyril Mugnier Mehdi Rahmouni              | Ivan Bebek Jérôme Brisard Bastian Dankert Carlos del Cerro Grande Marco Di Bello Rob Dieperink Alejandro Hernández Hernández Tomasz Kwiatkowski Bram Van Driessche |                                  |
| UEFA      | Danny Makkelie       | Hessel Steegstra Jan de Vries             | Ivan Bebek Jérôme Brisard Bastian Dankert Carlos del Cerro Grande Marco Di Bello Rob Dieperink Alejandro Hernández Hernández Tomasz Kwiatkowski Bram Van Driessche |                                  |
| UEFA      | Szymon Marciniak     | Tomasz Listkiewicz Adam Kupsik            | Ivan Bebek Jérôme Brisard Bastian Dankert Carlos del Cerro Grande Marco Di Bello Rob Dieperink Alejandro Hernández Hernández Tomasz Kwiatkowski Bram Van Driessche |                                  |
| UEFA      | Glenn Nyberg         | Mahbod Beigi Andreas Söderkvist           | Ivan Bebek Jérôme Brisard Bastian Dankert Carlos del Cerro Grande Marco Di Bello Rob Dieperink Alejandro Hernández Hernández Tomasz Kwiatkowski Bram Van Driessche |                                  |
| UEFA      | Michael Oliver       | Stuart Burt James Mainwaring              | Ivan Bebek Jérôme Brisard Bastian Dankert Carlos del Cerro Grande Marco Di Bello Rob Dieperink Alejandro Hernández Hernández Tomasz Kwiatkowski Bram Van Driessche |                                  |
| UEFA      | Anthony Taylor       | Gary Beswick Adam Nunn                    | Ivan Bebek Jérôme Brisard Bastian Dankert Carlos del Cerro Grande Marco Di Bello Rob Dieperink Alejandro Hernández Hernández Tomasz Kwiatkowski Bram Van Driessche |                                  |
| UEFA      | Clément Turpin       | Nicolas Danos Benjamin Pagès              | Ivan Bebek Jérôme Brisard Bastian Dankert Carlos del Cerro Grande Marco Di Bello Rob Dieperink Alejandro Hernández Hernández Tomasz Kwiatkowski Bram Van Driessche |                                  |
| UEFA      | Slavko Vinčić        | Tomaž Klančnik Andraž Kovačič             | Ivan Bebek Jérôme Brisard Bastian Dankert Carlos del Cerro Grande Marco Di Bello Rob Dieperink Alejandro Hernández Hernández Tomasz Kwiatkowski Bram Van Driessche |                                  |
| UEFA      | Felix Zwayer         | Robert Kempter Christian Dietz            | Ivan Bebek Jérôme Brisard Bastian Dankert Carlos del Cerro Grande Marco Di Bello Rob Dieperink Alejandro Hernández Hernández Tomasz Kwiatkowski Bram Van Driessche |                                  |

## Csoportkör
A mérkőzések kezdési időpontjai helyi idő szerint UTC eltéréssel, zárójelben magyar idő szerint értendők.

### A csoport
| Hely. | Csapat         | M | Gy | D | V | G+ | G– | Gk | P | Továbbjutás                             |
| ----- | -------------- | - | -- | - | - | -- | -- | -- | - | --------------------------------------- |
| 1.    | Palmeiras      | 3 | 1  | 2 | 0 | 4  | 2  | +2 | 5 | Továbbjut az egyenes kieséses szakaszba |
| 2.    | Inter Miami CF | 3 | 1  | 2 | 0 | 4  | 3  | +1 | 5 | Továbbjut az egyenes kieséses szakaszba |
| 3.    | Porto          | 3 | 0  | 2 | 1 | 5  | 6  | −1 | 2 |                                         |
| 4.    | el-Ahlí        | 3 | 0  | 2 | 1 | 4  | 6  | −2 | 2 |                                         |

| 2025. június 14. 20:00 UTC–4 (2:00) |

| el-Ahlí | 0–0         | Inter Miami CF |
| ------- | ----------- | -------------- |
|         | Jegyzőkönyv |                |

| Hard Rock Stadion, Miami Gardens · Nézőszám: 60 927 · Játékvezető: Alirezá Fagáni ( Ausztrália) |

| 2025. június 15. 18:00 UTC–4 (0:00) |

| Palmeiras | 0–0         | Porto |
| --------- | ----------- | ----- |
|           | Jegyzőkönyv |       |

| MetLife Stadium, East Rutherford · Nézőszám: 46 275 · Játékvezető: Saíd Martínez ( Honduras) |

| 2025. június 19. 12:00 UTC–4 (18:00) |

| Palmeiras                     | 2–0               | el-Ahlí |
| ----------------------------- | ----------------- | ------- |
| Abu Ali 49' (öngól) López 59' | (0–0) Jegyzőkönyv |         |

| MetLife Stadium, East Rutherford · Nézőszám: 35 179 · Játékvezető: Anthony Taylor ( Anglia) |

| 2025. június 19. 15:00 UTC–4 (21:00) |

| Inter Miami CF        | 2–1               | Porto                  |
| --------------------- | ----------------- | ---------------------- |
| Segovia 47' Messi 54' | (0–1) Jegyzőkönyv | Aghehowa 8' (11-esből) |

| Mercedes-Benz Stadion, Atlanta · Nézőszám: 31 783 · Játékvezető: Cristián Garay ( Chile) |

| 2025. június 23. 21:00 UTC–4 (3:00) |

| Inter Miami CF         | 2–2               | Palmeiras           |
| ---------------------- | ----------------- | ------------------- |
| Allende 16' Suárez 65' | (1-0) Jegyzőkönyv | Filho 80' Prado 87' |

| Hard Rock Stadion, Miami Gardens · Nézőszám: 60 914 · Játékvezető: Szymon Marciniak ( Lengyelország) |

| 2025. június 23. 21:00 UTC–4 (3:00) |

| Porto                                    | 4–4               | el-Ahlí                                         |
| ---------------------------------------- | ----------------- | ----------------------------------------------- |
| Mora 23' Gomes 50' Aghehowa 53' Pepê 89' | (1–2) Jegyzőkönyv | Abu Ali 15' 45+2' (11-esből) 51' Ben Romdán 64' |

| MetLife Stadium, East Rutherford · Nézőszám: 39 893 · Játékvezető: Jesús Valenzuela ( Venezuela) |

### B csoport
| Hely. | Csapat              | M | Gy | D | V | G+ | G– | Gk | P | Továbbjutás                             |
| ----- | ------------------- | - | -- | - | - | -- | -- | -- | - | --------------------------------------- |
| 1.    | Paris Saint-Germain | 3 | 2  | 0 | 1 | 6  | 1  | +5 | 6 | Továbbjut az egyenes kieséses szakaszba |
| 2.    | Botafogo            | 3 | 2  | 0 | 1 | 3  | 2  | +1 | 6 | Továbbjut az egyenes kieséses szakaszba |
| 3.    | Atlético Madrid     | 3 | 2  | 0 | 1 | 4  | 5  | −1 | 6 |                                         |
| 4.    | Seattle Sounders FC | 3 | 0  | 0 | 3 | 2  | 7  | −5 | 0 |                                         |

| 2025. június 15. 12:00 UTC–7 (21:00) |

| Paris Saint-Germain                              | 4–0               | Atlético Madrid |
| ------------------------------------------------ | ----------------- | --------------- |
| Ruiz 19' Vitinha 45+1' Mayulu 87' I Gangin 90+7' | (2–0) Jegyzőkönyv |                 |

| Rose Bowl, Pasadena · Nézőszám: 80 619 · Játékvezető: Kovács István ( Románia) |

| 2025. június 15. 19:00 UTC–7 (4:00) |

| Botafogo            | 2–1               | Seattle Sounders FC |
| ------------------- | ----------------- | ------------------- |
| Cunha 28' Jesus 44' | (2–0) Jegyzőkönyv | Roldan 75'          |

| Lumen Field, Seattle · Nézőszám: 30 151 · Játékvezető: Glenn Nyberg ( Svédország) |

| 2025. június 19. 15:00 UTC–7 (0:00) |

| Seattle Sounders FC | 1–3               | Atlético Madrid            |
| ------------------- | ----------------- | -------------------------- |
| Rusnák 50'          | (0–1) Jegyzőkönyv | Barrios 11' 55' Witsel 47' |

| Lumen Field, Seattle · Nézőszám: 51 636 · Játékvezető: Yael Falcón Pérez ( Argentína) |

| 2025. június 19. 18:00 UTC–7 (3:00) |

| Paris Saint-Germain | 0–1               | Botafogo  |
| ------------------- | ----------------- | --------- |
|                     | (0–1) Jegyzőkönyv | Jesus 36' |

| Rose Bowl, Pasadena · Nézőszám: 53 699 · Játékvezető: Drew Fischer ( Kanada) |

| 2025. június 23. 12:00 UTC–7 (21:00) |

| Seattle Sounders FC | 0–2               | Paris Saint-Germain        |
| ------------------- | ----------------- | -------------------------- |
|                     | (0–1) Jegyzőkönyv | Kvarachelia 35' Hakimi 66' |

| Lumen Field, Seattle · Nézőszám: 50 628 · Játékvezető: Cristián Garay ( Chile) |

| 2025. június 23. 12:00 UTC–7 (21:00) |

| Atlético Madrid | 1–0               | Botafogo |
| --------------- | ----------------- | -------- |
| Griezmann 87'   | (0–0) Jegyzőkönyv |          |

| Rose Bowl, Pasadena · Nézőszám: 22 992 · Játékvezető: César Arturo Ramos ( Mexikó) |

### C csoport
| Hely. | Csapat         | M | Gy | D | V | G+ | G– | Gk  | P | Továbbjutás                             |
| ----- | -------------- | - | -- | - | - | -- | -- | --- | - | --------------------------------------- |
| 1.    | Benfica        | 3 | 2  | 1 | 0 | 9  | 2  | +7  | 7 | Továbbjut az egyenes kieséses szakaszba |
| 2.    | Bayern München | 3 | 2  | 0 | 1 | 12 | 2  | +10 | 6 | Továbbjut az egyenes kieséses szakaszba |
| 3.    | Boca Juniors   | 3 | 0  | 2 | 1 | 4  | 5  | −1  | 2 |                                         |
| 4.    | Auckland City  | 3 | 0  | 1 | 2 | 1  | 17 | −16 | 1 |                                         |

| 2025. június 15. 12:00 UTC–4 (18:00) |

| Bayern München                                                           | 10–0              | Auckland City |
| ------------------------------------------------------------------------ | ----------------- | ------------- |
| Coman 6' 22' Boey 18' Olise 20' 45+3' Müller 45' 89' Musiala 68' 73' 84' | (6–0) Jegyzőkönyv |               |

| TQL Stadion, Cincinnati · Nézőszám: 21 152 · Játékvezető: Issa Sy ( Szenegál) |

| 2025. június 16. 18:00 UTC–4 (0:00) |

| Boca Juniors                | 2–2               | Benfica                                |
| --------------------------- | ----------------- | -------------------------------------- |
| Merentiel 21' Battaglia 27' | (2–1) Jegyzőkönyv | Di María 45+3' (11-esből) Otamendi 84' |

| Hard Rock Stadion, Miami Gardens · Nézőszám: 55 574 · Játékvezető: César Arturo Ramos ( Mexikó) |

| 2025. június 20. 12:00 UTC–4 (18:00) |

| Benfica                                                         | 6–0               | Auckland City |
| --------------------------------------------------------------- | ----------------- | ------------- |
| Di María 45+8' 90+8' Pavlídisz 53' Sanches 63' Barreiro 76' 78' | (1–0) Jegyzőkönyv |               |

| Inter&Co Stadion, Orlando · Nézőszám: 6 730 · Játékvezető: Szalmán Faláhi ( Katar) |

| 2025. június 20. 21:00 UTC–4 (3:00) |

| Bayern München     | 2–1               | Boca Juniors  |
| ------------------ | ----------------- | ------------- |
| Kane 18' Olise 84' | (1–0) Jegyzőkönyv | Merentiel 84' |

| Hard Rock Stadion, Miami Gardens · Nézőszám: 63 587 · Játékvezető: Alirezá Fagáni ( Ausztrália) |

| 2025. június 24. 14:00 UTC–5 (21:00) |

| Auckland City | 1–1               | Boca Juniors |
| ------------- | ----------------- | ------------ |
| Gray 52'      | (0–1) Jegyzőkönyv | Garrow 26'   |

| Geodis Park, Nashville · Nézőszám: 16 899 · Játékvezető: Glenn Nyberg ( Svédország) |

| 2025. június 24. 15:00 UTC–4 (21:00) |

| Benfica         | 1–0               | Bayern München |
| --------------- | ----------------- | -------------- |
| Schjelderup 13' | (1–0) Jegyzőkönyv |                |

| Bank of America Stadion, Charlotte · Nézőszám: 33 287 · Játékvezető: François Letexier ( Franciaország) |

### D csoport
| Hely. | Csapat             | M | Gy | D | V | G+ | G– | Gk | P | Továbbjutás                             |
| ----- | ------------------ | - | -- | - | - | -- | -- | -- | - | --------------------------------------- |
| 1.    | Flamengo           | 3 | 2  | 1 | 0 | 6  | 2  | +4 | 7 | Továbbjut az egyenes kieséses szakaszba |
| 2.    | Chelsea            | 3 | 2  | 0 | 1 | 6  | 3  | +3 | 6 | Továbbjut az egyenes kieséses szakaszba |
| 3.    | Espérance de Tunis | 3 | 1  | 0 | 2 | 1  | 5  | −4 | 3 |                                         |
| 4.    | Los Angeles FC     | 3 | 0  | 1 | 2 | 1  | 4  | −3 | 1 |                                         |

| 2025. június 16. 15:00 UTC–4 (21:00) |

| Chelsea                | 2–0               | Los Angeles FC |
| ---------------------- | ----------------- | -------------- |
| Neto 34' Fernández 79' | (1–0) Jegyzőkönyv |                |

| Mercedes-Benz Stadion, Atlanta · Nézőszám: 22 137 · Játékvezető: Jesús Valenzuela ( Venezuela) |

| 2025. június 16. 21:00 UTC–4 (3:00) |

| Flamengo                     | 2–0               | Espérance de Tunis |
| ---------------------------- | ----------------- | ------------------ |
| de Arrascaeta 17' Araújo 70' | (1–0) Jegyzőkönyv |                    |

| Lincoln Financial Field, Philadelphia · Nézőszám: 25 797 · Játékvezető: Danny Makkelie ( Hollandia) |

| 2025. június 20. 14:00 UTC–4 (20:00) |

| Flamengo                                | 3–1               | Chelsea  |
| --------------------------------------- | ----------------- | -------- |
| Henrique 34' Danilo 65' Wallace Yan 83' | (1–1) Jegyzőkönyv | Neto 13' |

| Lincoln Financial Field, Philadelphia · Nézőszám: 54 619 · Játékvezető: Iván Barton ( Salvador) |

| 2025. június 20. 17:00 UTC–5 (0:00) |

| Los Angeles FC | 0–1               | Espérance de Tunis |
| -------------- | ----------------- | ------------------ |
|                | (0–0) Jegyzőkönyv | Belájili 70'       |

| Geodis Park, Nashville · Nézőszám: 13 651 · Játékvezető: Espen Eskås ( Norvégia) |

| 2025. június 24. 21:00 UTC–4 (3:00) |

| Los Angeles FC | 1–1               | Flamengo |
| -------------- | ----------------- | -------- |
| Bouanga 84'    | (0–0) Jegyzőkönyv | Yan 86'  |

| Camping World Stadion, Orlando · Nézőszám: 32 933 · Játékvezető: Szalmán Faláhi ( Katar) |

| 2025. június 24. 21:00 UTC–4 (3:00) |

| Espérance de Tunis | 0–3               | Chelsea                                   |
| ------------------ | ----------------- | ----------------------------------------- |
|                    | (0–2) Jegyzőkönyv | Adarabioyo 45+3' Delap 45+5' George 90+7' |

| Lincoln Financial Field, Philadelphia · Nézőszám: 32 967 · Játékvezető: Yael Falcón Pérez ( Argentína) |

### E csoport
| Hely. | Csapat             | M | Gy | D | V | G+ | G– | Gk | P | Továbbjutás                             |
| ----- | ------------------ | - | -- | - | - | -- | -- | -- | - | --------------------------------------- |
| 1.    | Internazionale     | 3 | 2  | 1 | 0 | 5  | 2  | +3 | 7 | Továbbjut az egyenes kieséses szakaszba |
| 2.    | Monterrey          | 3 | 1  | 2 | 0 | 5  | 1  | +4 | 5 | Továbbjut az egyenes kieséses szakaszba |
| 3.    | River Plate        | 3 | 1  | 1 | 1 | 3  | 3  | 0  | 4 |                                         |
| 4.    | Urava Red Diamonds | 3 | 0  | 0 | 3 | 2  | 9  | −7 | 0 |                                         |

| 2025. június 17. 12:00 UTC–7 (21:00) |

| River Plate                      | 3–1               | Urava Red Diamonds   |
| -------------------------------- | ----------------- | -------------------- |
| Colidio 73' Driussi 73' Meza 73' | (1–0) Jegyzőkönyv | Macuo 58' (11-esből) |

| Lumen Field, Seattle · Nézőszám: 11 974 · Játékvezető: Felix Zwayer ( Németország) |

| 2025. június 17. 18:00 UTC–7 (3:00) |

| Monterrey | 1–1               | Internazionale |
| --------- | ----------------- | -------------- |
| Ramos 25' | (1–1) Jegyzőkönyv | Martínez 42'   |

| Rose Bowl, Pasadena · Nézőszám: 40 311 · Játékvezető: Wilton Sampaio ( Brazília) |

| 2025. június 21. 12:00 UTC–7 (21:00) |

| Internazionale             | 2–1               | Urava Red Diamonds |
| -------------------------- | ----------------- | ------------------ |
| Martínez 78' Carboni 90+2' | (0–1) Jegyzőkönyv | Vatanabe 11'       |

| Lumen Field, Seattle · Nézőszám: 25 090 · Játékvezető: Dahane Beida ( Mauritánia) |

| 2025. június 21. 18:00 UTC–7 (3:00) |

| River Plate | 0–0         | Monterrey |
| ----------- | ----------- | --------- |
|             | Jegyzőkönyv |           |

| Rose Bowl, Pasadena · Nézőszám: 57 393 · Játékvezető: Slavko Vinčić ( Szlovénia) |

| 2025. június 25. 18:00 UTC–7 (3:00) |

| Internazionale              | 2–0               | River Plate |
| --------------------------- | ----------------- | ----------- |
| F. Esposito 78' Bastoni 93' | (0-0) Jegyzőkönyv |             |

| Lumen Field, Seattle · Nézőszám: 45 135 · Játékvezető: Ilgiz Tantashev ( Üzbegisztán) |

| 2025. június 25. 18:00 UTC–7 (3:00) |

| Urava Red Diamonds | 0–4               | Monterrey                                 |
| ------------------ | ----------------- | ----------------------------------------- |
|                    | (0–3) Jegyzőkönyv | Deossa 30' Berterame 34' 90+7' Corona 39' |

| Rose Bowl, Pasadena · Nézőszám: 14 312 · Játékvezető: Felix Zwayer ( Németország) |

### F csoport
| Hely. | Csapat            | M | Gy | D | V | G+ | G– | Gk | P | Továbbjutás                             |
| ----- | ----------------- | - | -- | - | - | -- | -- | -- | - | --------------------------------------- |
| 1.    | Borussia Dortmund | 3 | 2  | 1 | 0 | 5  | 3  | +2 | 7 | Továbbjut az egyenes kieséses szakaszba |
| 2.    | Fluminense        | 3 | 1  | 2 | 0 | 4  | 2  | +2 | 5 | Továbbjut az egyenes kieséses szakaszba |
| 3.    | Mamelodi Sundowns | 3 | 1  | 1 | 1 | 4  | 4  | 0  | 4 |                                         |
| 4.    | Ulszan HD         | 3 | 0  | 0 | 3 | 2  | 6  | −4 | 0 |                                         |

| 2025. június 17. 12:00 UTC–4 (18:00) |

| Fluminense | 0–0         | Borussia Dortmund |
| ---------- | ----------- | ----------------- |
|            | Jegyzőkönyv |                   |

| MetLife Stadium, East Rutherford · Nézőszám: 34 736 · Játékvezető: Ilgiz Tantashev ( Üzbegisztán) |

| 2025. június 17. 18:00 UTC–4 (0:00) |

| Ulszan HD | 0–1               | Mamelodi Sundowns |
| --------- | ----------------- | ----------------- |
|           | (0–1) Jegyzőkönyv | Rayners 36'       |

| Inter&Co Stadion, Orlando · Nézőszám: 3412 · Játékvezető: Clément Turpin ( Franciaország) |

| 2025. június 21. 12:00 UTC–4 (18:00) |

| Mamelodi Sundowns                   | 3–4               | Borussia Dortmund                                        |
| ----------------------------------- | ----------------- | -------------------------------------------------------- |
| Ribeiro 11' Rayners 62' Mothiba 90' | (1–3) Jegyzőkönyv | Nmecha 16' Guirassy 34' Bellingham 45' Mudau 59' (öngól) |

| TQL Stadion, Cincinnati · Nézőszám: 14 006 · Játékvezető: Juan Gabriel Benítez ( Paraguay) |

| 2025. június 21. 18:00 UTC–4 (0:00) |

| Fluminense                                  | 4–2               | Ulszan HD                |
| ------------------------------------------- | ----------------- | ------------------------ |
| Arias 27' Nonato 66' Freytes 83' Keno 90+2' | (1–2) Jegyzőkönyv | I Dzsinhjon 37' Om 45+3' |

| MetLife Stadium, East Rutherford · Nézőszám: 29 321 · Játékvezető: Michael Oliver ( Anglia) |

| 2025. június 25. 15:00 UTC–4 (21:00) |

| Borussia Dortmund | 1–0               | Ulszan HD |
| ----------------- | ----------------- | --------- |
| Svensson 36'      | (1–0) Jegyzőkönyv |           |

| TQL Stadion, Cincinnati · Nézőszám: 8239 · Játékvezető: Tori Penso ( Egyesült Államok) |

| 2025. június 25. 15:00 UTC–4 (21:00) |

| Mamelodi Sundowns | 0–0         | Fluminense |
| ----------------- | ----------- | ---------- |
|                   | Jegyzőkönyv |            |

| Hard Rock Stadion, Miami Gardens · Nézőszám: 14 312 · Játékvezető: Anthony Taylor ( Anglia) |

### G csoport
| Hely. | Csapat           | M | Gy | D | V | G+ | G– | Gk  | P | Továbbjutás                             |
| ----- | ---------------- | - | -- | - | - | -- | -- | --- | - | --------------------------------------- |
| 1.    | Manchester City  | 3 | 3  | 0 | 0 | 13 | 2  | +11 | 9 | Továbbjut az egyenes kieséses szakaszba |
| 2.    | Juventus         | 3 | 2  | 0 | 1 | 11 | 6  | +5  | 6 | Továbbjut az egyenes kieséses szakaszba |
| 3.    | el-Ajn           | 3 | 1  | 0 | 2 | 2  | 12 | −10 | 3 |                                         |
| 4.    | Vidad Casablanca | 3 | 0  | 0 | 3 | 2  | 8  | −6  | 0 |                                         |

| 2025. június 18. 12:00 UTC–4 (18:00) |

| Manchester City   | 2–0               | Vidad Casablanca |
| ----------------- | ----------------- | ---------------- |
| Foden 2' Doku 42' | (2–0) Jegyzőkönyv |                  |

| Lincoln Financial Field, Philadelphia · Nézőszám: 37 446 · Játékvezető: Ramon Abatti ( Brazília) |

| 2025. június 18. 21:00 UTC–4 (3:00) |

| el-Ajn | 0–5               | Juventus                                          |
| ------ | ----------------- | ------------------------------------------------- |
|        | (0–4) Jegyzőkönyv | Conceição 21' 58' Kolo Muani 11' 45+4' Yıldız 31' |

| Audi Field, Washington · Nézőszám: 18 161 · Játékvezető: Tori Penso ( Egyesült Államok) |

| 2025. június 22. 12:00 UTC–4 (18:00) |

| Juventus                                        | 4–1               | Vidad Casablanca |
| ----------------------------------------------- | ----------------- | ---------------- |
| Bútúíl 6' (öngól) Yıldız 16' 69' Vlahović 90+4' | (2–1) Jegyzőkönyv | Lorch 25'        |

| Lincoln Financial Field, Philadelphia · Nézőszám: 31 975 · Játékvezető: Saíd Martínez ( Honduras) |

| 2025. június 22. 21:00 UTC–4 (3:00) |

| Manchester City                                                            | 6–0               | el-Ajn |
| -------------------------------------------------------------------------- | ----------------- | ------ |
| Gündoğan 8' 73' Echeverri 27' Haaland 45+5' (11-esből) Bobb 84' Cherki 89' | (3–0) Jegyzőkönyv |        |

| Mercedes-Benz Stadion, Atlanta · Nézőszám: 40 392 · Játékvezető: Musztafa Gorbál ( Algéria) |

| 2025. június 26. 15:00 UTC–4 (21:00) |

| Juventus                     | 2–5               | Manchester City                                              |
| ---------------------------- | ----------------- | ------------------------------------------------------------ |
| Koopmeiners 11' Vlahović 84' | (1–2) Jegyzőkönyv | Doku 9' Kalulu 26' (öngól) Haaland 52' Foden 69' Savinho 75' |

| Camping World Stadion, Orlando · Nézőszám: 54 320 · Játékvezető: Clément Turpin ( Franciaország) |

| 2025. június 26. 15:00 UTC–4 (21:00) |

| Vidad Casablanca | 1–2               | el-Ajn                         |
| ---------------- | ----------------- | ------------------------------ |
| Mailula 11'      | (1–1) Jegyzőkönyv | Laba 45+1' (11-esből) Kaku 50' |

| Audi Field, Washington · Nézőszám: 10 785 · Játékvezető: Drew Fischer ( Kanada) |

### H csoport
| Hely. | Csapat            | M | Gy | D | V | G+ | G– | Gk | P | Továbbjutás                             |
| ----- | ----------------- | - | -- | - | - | -- | -- | -- | - | --------------------------------------- |
| 1.    | Real Madrid       | 3 | 2  | 1 | 0 | 7  | 2  | +5 | 7 | Továbbjut az egyenes kieséses szakaszba |
| 2.    | el-Hilál          | 3 | 1  | 2 | 0 | 3  | 1  | +2 | 5 | Továbbjut az egyenes kieséses szakaszba |
| 3.    | Red Bull Salzburg | 3 | 1  | 1 | 1 | 2  | 4  | −2 | 4 |                                         |
| 4.    | Pachuca           | 3 | 0  | 0 | 3 | 2  | 7  | −5 | 0 |                                         |

| 2025. június 18. 15:00 UTC–4 (21:00) |

| Real Madrid   | 1–1               | el-Hilál             |
| ------------- | ----------------- | -------------------- |
| G. García 34' | (1–1) Jegyzőkönyv | Neves 41' (11-esből) |

| Hard Rock Stadion, Miami Gardens · Nézőszám: 62 415 · Játékvezető: Facundo Tello ( Argentína) |

| 2025. június 18. 18:00 UTC–4 (0:00) |

| Pachuca      | 1–2               | Red Bull Salzburg    |
| ------------ | ----------------- | -------------------- |
| González 56' | (0–1) Jegyzőkönyv | Gluh 42' Onisiwo 76' |

| TQL Stadion, Cincinnati · Nézőszám: Sablon:Nézőszám · Játékvezető: Musztafa Gorbál ( Algéria) |

| 2025. június 22. 15:00 UTC–4 (21:00) |

| Real Madrid                           | 3–1               | Pachuca     |
| ------------------------------------- | ----------------- | ----------- |
| Bellignham 35' Güler 43' Valverde 70' | (2–0) Jegyzőkönyv | Montiel 80' |

| Bank of America Stadion, Charlotte · Nézőszám: 70 248 · Játékvezető: Ramon Abatti ( Brazília) |

| 2025. június 22. 18:00 UTC–4 (0:00) |

| Red Bull Salzburg | 0–0         | el-Hilál |
| ----------------- | ----------- | -------- |
|                   | Jegyzőkönyv |          |

| Audi Field, Washington · Nézőszám: 16 167 · Játékvezető: Wilton Sampaio ( Brazília) |

| 2025. június 26. 20:00 UTC–5 (3:00) |

| el-Hilál                         | 2–0               | Pachuca |
| -------------------------------- | ----------------- | ------- |
| Sz. ed-Davszari 35' Leonardo 43' | (1–0) Jegyzőkönyv |         |

| Geodis Park, Nashville · Nézőszám: 14 147 · Játékvezető: Danny Makkelie ( Hollandia) |

| 2025. június 26. 21:00 UTC–4 (3:00) |

| Red Bull Salzburg | 0–3               | Real Madrid                               |
| ----------------- | ----------------- | ----------------------------------------- |
|                   | (0–2) Jegyzőkönyv | Vinícius 40' Valverde 45+3' G. García 84' |

| Lincoln Financial Field, Philadelphia · Nézőszám: 64 811 · Játékvezető: Dahane Beida ( Mauritánia) |

## Egyenes kieséses szakasz
|  |                            |                     |                             |                          |   |                     |                              |              |  |  |           |           |           |  |  |       |       |       |
|  | Nyolcaddöntők              | Nyolcaddöntők       | Nyolcaddöntők               |                          |   | Negyeddöntők        | Negyeddöntők                 | Negyeddöntők |  |  | Elődöntők | Elődöntők | Elődöntők |  |  | Döntő | Döntő | Döntő |
|  | Nyolcaddöntők              | Nyolcaddöntők       | Nyolcaddöntők               |                          |   | Negyeddöntők        | Negyeddöntők                 | Negyeddöntők |  |  | Elődöntők | Elődöntők | Elődöntők |  |  | Döntő | Döntő | Döntő |
|  | június 28. – Philadelphia  |                     |                             |                          |   |                     |                              |              |  |  |           |           |           |  |  |       |       |       |
|  |                            |                     |                             |                          |   |                     |                              |              |  |  |           |           |           |  |  |       |       |       |
|  | A1                         | Palmeiras           | 1                           |                          |   |                     |                              |              |  |  |           |           |           |  |  |       |       |       |
|  | A1                         | Palmeiras           | 1                           | július 4. – Philadelphia |   |                     |                              |              |  |  |           |           |           |  |  |       |       |       |
|  | B2                         | Botafogo            | 0                           |                          |   |                     |                              |              |  |  |           |           |           |  |  |       |       |       |
|  | B2                         | Botafogo            | 0                           |                          |   | Palmeiras           | Palmeiras                    | 1            |  |  |           |           |           |  |  |       |       |       |
|  | június 28. – Charlotte     |                     |                             |                          |   | Palmeiras           | Palmeiras                    | 1            |  |  |           |           |           |  |  |       |       |       |
|  |                            |                     | Chelsea                     | Chelsea                  | 2 |                     |                              |              |  |  |           |           |           |  |  |       |       |       |
|  | C1                         | Benfica             | Chelsea                     | Chelsea                  | 2 | 1                   |                              |              |  |  |           |           |           |  |  |       |       |       |
|  | C1                         | Benfica             |                             |                          |   | 1                   | július 8. – East Rutherford  |              |  |  |           |           |           |  |  |       |       |       |
|  | D2                         | Chelsea             | 4                           |                          |   |                     |                              |              |  |  |           |           |           |  |  |       |       |       |
|  | D2                         | Chelsea             | 4                           |                          |   | Chelsea             | Chelsea                      | 2            |  |  |           |           |           |  |  |       |       |       |
|  | június 30. – Charlotte     |                     |                             |                          |   | Chelsea             | Chelsea                      | 2            |  |  |           |           |           |  |  |       |       |       |
|  |                            |                     | Fluminense                  | Fluminense               | 0 |                     |                              |              |  |  |           |           |           |  |  |       |       |       |
|  | E1                         | Internazionale      | Fluminense                  | Fluminense               | 0 | 0                   |                              |              |  |  |           |           |           |  |  |       |       |       |
|  | E1                         | Internazionale      | július 4. – Orlando         |                          |   | 0                   |                              |              |  |  |           |           |           |  |  |       |       |       |
|  | F2                         | Fluminense          | 2                           |                          |   |                     |                              |              |  |  |           |           |           |  |  |       |       |       |
|  | F2                         | Fluminense          | 2                           |                          |   | Fluminense          | Fluminense                   | 2            |  |  |           |           |           |  |  |       |       |       |
|  | június 30. – Orlando       |                     |                             |                          |   | Fluminense          | Fluminense                   | 2            |  |  |           |           |           |  |  |       |       |       |
|  |                            |                     | el-Hilál                    | el-Hilál                 | 1 |                     |                              |              |  |  |           |           |           |  |  |       |       |       |
|  | G1                         | Manchester City     | el-Hilál                    | el-Hilál                 | 1 | 3                   |                              |              |  |  |           |           |           |  |  |       |       |       |
|  | G1                         | Manchester City     |                             |                          |   | 3                   | július 13. – East Rutherford |              |  |  |           |           |           |  |  |       |       |       |
|  | H2                         | el-Hilál            | 4                           |                          |   |                     |                              |              |  |  |           |           |           |  |  |       |       |       |
|  | H2                         | el-Hilál            | 4                           |                          |   | Chelsea             | Chelsea                      | 3            |  |  |           |           |           |  |  |       |       |       |
|  | június 29. – Atlanta       |                     |                             |                          |   | Chelsea             | Chelsea                      | 3            |  |  |           |           |           |  |  |       |       |       |
|  |                            |                     | Paris Saint-Germain         | Paris Saint-Germain      | 0 |                     |                              |              |  |  |           |           |           |  |  |       |       |       |
|  | B1                         | Paris Saint-Germain | Paris Saint-Germain         | Paris Saint-Germain      | 0 | 4                   |                              |              |  |  |           |           |           |  |  |       |       |       |
|  | B1                         | Paris Saint-Germain | július 5. – Atlanta         |                          |   | 4                   |                              |              |  |  |           |           |           |  |  |       |       |       |
|  | A2                         | Inter Miami         | 0                           |                          |   |                     |                              |              |  |  |           |           |           |  |  |       |       |       |
|  | A2                         | Inter Miami         | 0                           |                          |   | Paris Saint-Germain | Paris Saint-Germain          | 2            |  |  |           |           |           |  |  |       |       |       |
|  | június 29. – Miami Gardens |                     |                             |                          |   | Paris Saint-Germain | Paris Saint-Germain          | 2            |  |  |           |           |           |  |  |       |       |       |
|  |                            |                     | Bayern München              | Bayern München           | 0 |                     |                              |              |  |  |           |           |           |  |  |       |       |       |
|  | D1                         | Flamengo            | Bayern München              | Bayern München           | 0 | 2                   |                              |              |  |  |           |           |           |  |  |       |       |       |
|  | D1                         | Flamengo            |                             |                          |   | 2                   | július 9. – East Rutherford  |              |  |  |           |           |           |  |  |       |       |       |
|  | C2                         | Bayern München      | 4                           |                          |   |                     |                              |              |  |  |           |           |           |  |  |       |       |       |
|  | C2                         | Bayern München      | 4                           |                          |   | Paris Saint-Germain | Paris Saint-Germain          | 4            |  |  |           |           |           |  |  |       |       |       |
|  | július 1. – Miami Gardens  |                     |                             |                          |   | Paris Saint-Germain | Paris Saint-Germain          | 4            |  |  |           |           |           |  |  |       |       |       |
|  |                            |                     | Real Madrid                 | Real Madrid              | 0 |                     |                              |              |  |  |           |           |           |  |  |       |       |       |
|  | H1                         | Real Madrid         | Real Madrid                 | Real Madrid              | 0 | 1                   |                              |              |  |  |           |           |           |  |  |       |       |       |
|  | H1                         | Real Madrid         | július 5. – East Rutherford |                          |   | 1                   |                              |              |  |  |           |           |           |  |  |       |       |       |
|  | G2                         | Juventus            | 0                           |                          |   |                     |                              |              |  |  |           |           |           |  |  |       |       |       |
|  | G2                         | Juventus            | 0                           |                          |   | Real Madrid         | Real Madrid                  | 3            |  |  |           |           |           |  |  |       |       |       |
|  | július 1. – Atlanta        |                     |                             |                          |   | Real Madrid         | Real Madrid                  | 3            |  |  |           |           |           |  |  |       |       |       |
|  |                            |                     | Borussia Dortmund           | Borussia Dortmund        | 2 |                     |                              |              |  |  |           |           |           |  |  |       |       |       |
|  | F1                         | Borussia Dortmund   | Borussia Dortmund           | Borussia Dortmund        | 2 | 2                   |                              |              |  |  |           |           |           |  |  |       |       |       |
|  | F1                         | Borussia Dortmund   |                             |                          |   |                     |                              |              |  |  |           |           |           |  |  |       |       |       |
|  | E2                         | Monterrey           | 1                           |                          |   |                     |                              |              |  |  |           |           |           |  |  |       |       |       |
|  | E2                         | Monterrey           | 1                           |                          |   |                     |                              |              |  |  |           |           |           |  |  |       |       |       |
|  |                            |                     |                             |                          |   |                     |                              |              |  |  |           |           |           |  |  |       |       |       |

### Nyolcaddöntők
| 2025. június 28. 12:00 UTC–4 (18:00) |

| Palmeiras     | 1–0 (h. u.)                 | Botafogo |
| ------------- | --------------------------- | -------- |
| Paulinho 100' | (0–0, 0–0, 1–0) Jegyzőkönyv |          |

| Lincoln Financial Field, Philadelphia · Nézőszám: 33 657 · Játékvezető: François Letexier ( Franciaország) |

| 2025. június 28. 16:00 UTC–4 (22:00) |

| Benfica                   | 1–4 (h. u.)                 | Chelsea                                            |
| ------------------------- | --------------------------- | -------------------------------------------------- |
| Di María 90+5' (11-esből) | (0–0, 1–1, 1–1) Jegyzőkönyv | James 64' Nkunku 108' Neto 114' Dewsbury-Hall 117' |

| Bank of America Stadion, Charlotte · Nézőszám: 25 929 · Játékvezető: Slavko Vinčić ( Szlovénia) |

| 2025. június 29. 12:00 UTC–4 (18:00) |

| Paris Saint-Germain                          | 4–0               | Inter Miami |
| -------------------------------------------- | ----------------- | ----------- |
| Neves 6' 39' Avilés 44' (öngól) Hakimi 45+3' | (4–0) Jegyzőkönyv |             |

| Mercedes-Benz Stadion, Atlanta · Nézőszám: 65 574 · Játékvezető: Wilton Sampaio ( Brazília) |

| 2025. június 29. 16:00 UTC–4 (22:00) |

| Flamengo                           | 2–4               | Bayern München                             |
| ---------------------------------- | ----------------- | ------------------------------------------ |
| Gerson 33' Jorginho 54' (11-esből) | (1–3) Jegyzőkönyv | Pulgar 6' (öngól) Kane 9' 73' Goretzka 41' |

| Hard Rock Stadion, Miami Gardens · Nézőszám: 60 914 · Játékvezető: Michael Oliver ( Anglia) |

| 2025. június 30. 15:00 UTC–4 (21:00) |

| Internazionale | 0–2               | Fluminense             |
| -------------- | ----------------- | ---------------------- |
|                | (0–1) Jegyzőkönyv | Cano 3' Hércules 90+3' |

| Bank of America Stadion, Charlotte · Nézőszám: 20 030 · Játékvezető: Iván Barton ( Salvador) |

| 2025. június 30. 21:00 UTC–4 (3:00) |

| Manchester City                 | 3–4 (h. u.)                 | el-Hilál                                   |
| ------------------------------- | --------------------------- | ------------------------------------------ |
| Silva 9' Haaland 55' Foden 104' | (1–0, 2–2, 3–3) Jegyzőkönyv | Leonardo 46' 112' Malcom 52' Koulibaly 94' |

| Camping World Stadion, Orlando · Nézőszám: 42 311 · Játékvezető: Jesús Valenzuela ( Venezuela) |

| 2025. július 1. 15:00 UTC–4 (21:00) |

| Real Madrid   | 1–0               | Juventus |
| ------------- | ----------------- | -------- |
| G. García 54' | (0–0) Jegyzőkönyv |          |

| Hard Rock Stadion, Miami Gardens · Nézőszám: 62 149 · Játékvezető: Szymon Marciniak ( Lengyelország) |

| 2025. július 1. 21:00 UTC–4 (3:00) |

| Borussia Dortmund | 2–1               | Monterrey     |
| ----------------- | ----------------- | ------------- |
| Guirassy 14' 24'  | (2–0) Jegyzőkönyv | Berterame 48' |

| Mercedes-Benz Stadion, Atlanta · Nézőszám: 31 442 · Játékvezető: Facundo Tello ( Argentína) |

### Negyeddöntők
| 2025. július 4. 15:00 UTC–4 (21:00) |

| Fluminense                  | 2–1               | el-Hilál     |
| --------------------------- | ----------------- | ------------ |
| Martinelli 40' Hércules 70' | (1–0) Jegyzőkönyv | Leonardo 51' |

| Camping World Stadion, Orlando · Nézőszám: 43 091 · Játékvezető: Danny Makkelie ( Hollandia) |

| 2025. július 4. 21:00 UTC–4 (3:00) |

| Palmeiras   | 1–2               | Chelsea                 |
| ----------- | ----------------- | ----------------------- |
| Estêvão 54' | (0–1) Jegyzőkönyv | Palmer 16' Wéverton 54' |

| Lincoln Financial Field, Philadelphia · Nézőszám: 65 782 · Játékvezető: Alirezá Fagáni ( Ausztrália) |

| 2025. július 5. 12:00 UTC–4 (18:00) |

| Paris Saint-Germain    | 2–0               | Bayern München |
| ---------------------- | ----------------- | -------------- |
| Doué 78' Dembélé 90+6' | (0–0) Jegyzőkönyv |                |

| Mercedes-Benz Stadion, Atlanta · Nézőszám: 66 937 · Játékvezető: Anthony Taylor ( Anglia) |

| 2025. július 5. 16:00 UTC–4 (22:00) |

| Real Madrid                              | 3–2               | Borussia Dortmund                     |
| ---------------------------------------- | ----------------- | ------------------------------------- |
| G. García 10' F. García 20' Mbappé 90+3' | (2–0) Jegyzőkönyv | Beier 90+3' Guirassy 90+8' (11-esből) |

| MetLife Stadium, East Rutherford · Nézőszám: 76 611 · Játékvezető: Ramon Abatti ( Brazília) |

### Elődöntők
| 2025. július 8. 15:00 UTC–4 (21:00) |

| Fluminense | 0–2               | Chelsea            |
| ---------- | ----------------- | ------------------ |
|            | (0–1) Jegyzőkönyv | João Pedro 18' 56' |

| MetLife Stadium, East Rutherford · Nézőszám: 70 556 · Játékvezető: François Letexier ( Franciaország) |

| 2025. július 9. 15:00 UTC–4 (21:00) |

| Paris Saint-Germain              | 4–0               | Real Madrid |
| -------------------------------- | ----------------- | ----------- |
| Ruiz 6' 24' Dembélé 9' Ramos 87' | (3–0) Jegyzőkönyv |             |

| MetLife Stadium, East Rutherford · Nézőszám: 77 542 · Játékvezető: Szymon Marciniak ( Lengyelország) |

### Döntő
| 2025. július 13. 15:00 UTC–4 (21:00) |

| Chelsea                       | 3–0               | Paris Saint-Germain |
| ----------------------------- | ----------------- | ------------------- |
| Palmer 22' 30' João Pedro 43' | (3–0) Jegyzőkönyv |                     |

| MetLife Stadium, East Rutherford · Nézőszám: 81 118 · Játékvezető: Alirezá Fagáni ( Ausztrália) |

## Gólszerzők
4 gólos
- Ángel Di María (Benfica)
- Serhou Guirassy (Borussia Dortmund)
- Marcos Leonardo (el-Hilál)
- Gonzalo García (Real Madrid)

3 gólos
- Harry Kane (Bayern München)
- Jamal Musiala (Bayern München)
- Michael Olise (Bayern München)
- Pedro Neto (Chelsea)
- Cole Palmer (Chelsea)
- João Pedro (Chelsea)
- Veszám Abu Ali (el-Ahli)
- Kenan Yıldız (Juventus)
- Phil Foden (Manchester City)
- Erling Haaland (Manchester City)
- Fabián Ruiz (Paris Saint-Germain)

2 gólos
- Pablo Barrios (Atlético Madrid)
- Kingsley Coman (Bayern München)
- Thomas Müller (Bayern München)
- Miguel Merentiel (Boca Juniors)
- Igor Jesus (Botafogo)
- Wallace Yan (Flamengo)
- Hércules (Fluminense)
- Lautaro Martínez (Internazionale)
- Francisco Conceição (Juventus)
- Randal Kolo Muani (Juventus)
- Dušan Vlahović (Juventus)
- Iqraam Rayners (Mamelodi Sundowns)
- Jérémy Doku (Manchester City)
- İlkay Gündoğan (Manchester City)
- Germán Berterame (Monterrey)
- Paulinho (Palmeiras)
- Ousmane Dembélé (Paris Saint-Germain)
- Achraf Hakimi (Paris Saint-Germain)
- João Neves (Paris Saint-Germain)
- Samu Aghehowa (Porto)
- Federico Valverde (Real Madrid)

1 gólos
- Antoine Griezmann (Atlético Madrid)
- Axel Witsel (Atlético Madrid)
- Christian Gray (Auckland City)
- Sacha Boey (Bayern München)
- Leon Goretzka (Bayern München)
- I Gangin (Bayern München)
- Leandro Barreiro (Benfica)
- Nicolás Otamendi (Benfica)
- Vangélisz Pavlídisz (Benfica)
- Renato Sanches (Benfica)
- Andreas Schjelderup (Benfica)
- Rodrigo Battaglia (Boca Juniors)
- Maximilian Beier (Borussia Dortmund)
- Jobe Bellingham (Borussia Dortmund)
- Felix Nmecha (Borussia Dortmund)
- Daniel Svensson (Borussia Dortmund)
- Jair Cunha (Botafogo)
- Tosin Adarabioyo (Chelsea)
- Liam Delap (Chelsea)
- Kiernan Dewsbury-Hall (Chelsea)
- Enzo Fernández (Chelsea)
- Tyrique George (Chelsea)
- Reece James (Chelsea)
- Christopher Nkunku (Chelsea)
- Mohamed Alí Ben Romdán (el-Ahli)
- Kaku (el-Ajn)
- Kodjo Fo-Doh Laba (el-Ajn)
- Szálem ed-Davszari (el-Hilál)
- Kalidou Koulibaly (el-Hilál)
- Malcom (el-Hilál)
- Rúben Neves (el-Hilál)
- Júszef Belájili (Espérance de Tunis)
- Luiz Araújo (Flamengo)
- Danilo (Flamengo)
- Giorgian de Arrascaeta (Flamengo)
- Gerson (Flamengo)
- Bruno Henrique (Flamengo)
- Jorginho (Flamengo)
- Jhon Arias (Fluminense)
- Germán Cano (Fluminense)
- Juan Pablo Freytes (Fluminense)
- Keno (Fluminense)
- Matheus Martinelli (Fluminense)
- Nonato (Fluminense)
- Tadeo Allende (Inter Miami)
- Lionel Messi (Inter Miami)
- Telasco Segovia (Inter Miami)
- Luis Suárez (Inter Miami)
- Alessandro Bastoni (Internazionale)
- Valentin Carboni (Internazionale)
- Francesco Pio Esposito (Internazionale)
- Teun Koopmeiners (Juventus)
- Denis Bouanga (Los Angeles FC)
- Lebo Mothiba (Mamelodi Sundowns)
- Ribeiro (Mamelodi Sundowns)
- Oscar Bobb (Manchester City)
- Rayan Cherki (Manchester City)
- Claudio Echeverri (Manchester City)
- Savinho (Manchester City)
- Bernardo Silva (Manchester City)
- Jesús Corona (Monterrey)
- Nelson Deossa (Monterrey)
- Sergio Ramos (Monterrey)
- Bryan González (Pachuca)
- Elías Montiel (Pachuca)
- Estêvão (Palmeiras)
- José Manuel López (Palmeiras)
- Maurício (Palmeiras)
- Désiré Doué (Paris Saint-Germain)
- Hvicsa Kvarachelia (Paris Saint-Germain)
- Senny Mayulu (Paris Saint-Germain)
- Gonçalo Ramos (Paris Saint-Germain)
- Vitinha (Paris Saint-Germain)
- William Gomes (Porto)
- Rodrigo Mora (Porto)
- Pepê (Porto)
- Jude Bellingham (Real Madrid)
- Fran García (Real Madrid)
- Arda Güler (Real Madrid)
- Kylian Mbappé (Real Madrid)
- Vinícius Júnior (Real Madrid)
- Oszkár Gluh (Red Bull Salzburg)
- Karim Onisiwo (Red Bull Salzburg)
- Facundo Colidio (River Plate)
- Sebastián Driussi (River Plate)
- Maximiliano Meza (River Plate)
- Cristian Roldan (Seattle Sounders)
- Albert Rusnák (Seattle Sounders)
- I Dzsinhjon (Ulszan HD)
- Om Vonszang (Ulszan HD)
- Macuo Júszuke (Urava Red Diamonds)
- Vatanabe Rjóma (Urava Red Diamonds)
- Thembinkosi Lorch (Vidad Casablanca)
- Cassius Mailula (Vidad Casablanca)

1 öngólos
- Nathan Garrow (Auckland City; a Boca Juniors ellen)
- Veszám Abu Ali (el-Ahli; a Palmeiras ellen)
- Erick Pulgar (Flamengo; a Bayern München ellen)
- Tomás Avilés (Inter Milan; a Paris Saint-Germain ellen)
- Pierre Kalulu (Juventus; a Manchester City ellen)
- Khuliso Mudau (Mamelodi Sundowns; a Borussia Dortmund ellen)
- Wéverton (Palmeiras; a Chelsea ellen)
- Abdelmunim Bútúíl (Vidad Casablanca; a Juventus ellen)

## Lapok
Az alábbi, kinyitható táblázatban találhatók azok a játékosok, akik sárga vagy piros lapot kaptak.
Alapvető sorrend:
- kiállítások száma (csökkenő);
- második sárga lap miatti kiállítások száma (csökkenő);
- sárga lapok száma (csökkenő);
- csapatnév;
- játékosnév.

| Játékos                 | Ország              | kiállítva | sárga lap · 2. sárga lap · kiállítva | Sárga lap | Összesen |
| ----------------------- | ------------------- | --------- | ------------------------------------ | --------- | -------- |
| João Neves              | Paris Saint-Germain | 1         |                                      | 2         | 3        |
| Andrea Belotti          | Benfica             | 1         |                                      |           | 1        |
| Nicolás Figal           | Boca Juniors        | 1         |                                      |           | 1        |
| Ander Herrera           | Boca Juniors        | 1         |                                      |           | 1        |
| Nicolas Jackson         | Chelsea             | 1         |                                      |           | 1        |
| Rico Lewis              | Manchester City     | 1         |                                      |           | 1        |
| Lucas Hernández         | Paris Saint-Germain | 1         |                                      |           | 1        |
| Willian Pacho           | Paris Saint-Germain | 1         |                                      |           | 1        |
| Raúl Asencio            | Real Madrid         | 1         |                                      |           | 1        |
| Dean Huijsen            | Real Madrid         | 1         |                                      |           | 1        |
| Lucas Martínez Quarta   | River Plate         | 1         |                                      |           | 1        |
| Gustavo Gómez           | Palmeiras           |           | 1                                    | 2         | 3        |
| Clément Lenglet         | Atlético Madrid     |           | 1                                    | 1         | 2        |
| Gianluca Prestianni     | Benfica             |           | 1                                    | 1         | 2        |
| Kevin Castaño           | River Plate         |           | 1                                    | 1         | 2        |
| Gonzalo Montiel         | River Plate         |           | 1                                    | 1         | 2        |
| Moisés Caicedo          | Chelsea             |           |                                      | 3         | 3        |
| Levi Colwill            | Chelsea             |           |                                      | 3         | 3        |
| Konrad Laimer           | Bayern München      |           |                                      | 2         | 2        |
| Álvaro Carreras         | Benfica             |           |                                      | 2         | 2        |
| Tiago Gouveia           | Benfica             |           |                                      | 2         | 2        |
| Orkun Kökçü             | Benfica             |           |                                      | 2         | 2        |
| Vangélisz Pavlídisz     | Benfica             |           |                                      | 2         | 2        |
| Jobe Bellingham         | Borussia Dortmund   |           |                                      | 2         | 2        |
| Yan Couto               | Borussia Dortmund   |           |                                      | 2         | 2        |
| Alexander Barboza       | Botafogo            |           |                                      | 2         | 2        |
| Gregore                 | Botafogo            |           |                                      | 2         | 2        |
| Liam Delap              | Chelsea             |           |                                      | 2         | 2        |
| Malo Gusto              | Chelsea             |           |                                      | 2         | 2        |
| Pedro Neto              | Chelsea             |           |                                      | 2         | 2        |
| Marván Atíja            | el-Ahlí             |           |                                      | 2         | 2        |
| Abdoul Karim Traoré     | el-Ajn              |           |                                      | 2         | 2        |
| Kalidou Koulibaly       | el-Hilál            |           |                                      | 2         | 2        |
| Renan Lodi              | el-Hilál            |           |                                      | 2         | 2        |
| Rúben Neves             | el-Hilál            |           |                                      | 2         | 2        |
| Júszef Belájili         | Espérance de Tunis  |           |                                      | 2         | 2        |
| Mohamed Ben Ali         | Espérance de Tunis  |           |                                      | 2         | 2        |
| Gonzalo Plata           | Flamengo            |           |                                      | 2         | 2        |
| Erick Pulgar            | Flamengo            |           |                                      | 2         | 2        |
| Juan Pablo Freytes      | Fluminense          |           |                                      | 2         | 2        |
| Matheus Martinelli      | Fluminense          |           |                                      | 2         | 2        |
| Nonato                  | Fluminense          |           |                                      | 2         | 2        |
| Renê                    | Fluminense          |           |                                      | 2         | 2        |
| Tomás Avilés            | Inter Miami         |           |                                      | 2         | 2        |
| Luis Suárez             | Inter Miami         |           |                                      | 2         | 2        |
| Kristjan Asllani        | Internazionale      |           |                                      | 2         | 2        |
| Alessandro Bastoni      | Internazionale      |           |                                      | 2         | 2        |
| Teboho Mokoena          | Mamelodi Sundowns   |           |                                      | 2         | 2        |
| Jorge Rodríguez         | Monterrey           |           |                                      | 2         | 2        |
| Joaquín Piquerez        | Palmeiras           |           |                                      | 2         | 2        |
| Richard Ríos            | Palmeiras           |           |                                      | 2         | 2        |
| Giuliano Galoppo        | River Plate         |           |                                      | 2         | 2        |
| Enzo Pérez              | River Plate         |           |                                      | 2         | 2        |
| Ángel Correa            | Atlético Madrid     |           |                                      | 1         | 1        |
| Rodrigo De Paul         | Atlético Madrid     |           |                                      | 1         | 1        |
| Conor Gallagher         | Atlético Madrid     |           |                                      | 1         | 1        |
| Koke                    | Atlético Madrid     |           |                                      | 1         | 1        |
| Robin Le Normand        | Atlético Madrid     |           |                                      | 1         | 1        |
| Reinildo Mandava        | Atlético Madrid     |           |                                      | 1         | 1        |
| Giuliano Simeone        | Atlético Madrid     |           |                                      | 1         | 1        |
| Leon Goretzka           | Bayern München      |           |                                      | 1         | 1        |
| Harry Kane              | Bayern München      |           |                                      | 1         | 1        |
| Joshua Kimmich          | Bayern München      |           |                                      | 1         | 1        |
| Jamal Musiala           | Bayern München      |           |                                      | 1         | 1        |
| Jonathan Tah            | Bayern München      |           |                                      | 1         | 1        |
| Adrian Bajrami          | Benfica             |           |                                      | 1         | 1        |
| Florentino Luís         | Benfica             |           |                                      | 1         | 1        |
| Nicolás Otamendi        | Benfica             |           |                                      | 1         | 1        |
| Renato Sanches          | Benfica             |           |                                      | 1         | 1        |
| António Silva           | Benfica             |           |                                      | 1         | 1        |
| Luis Advíncula          | Boca Juniors        |           |                                      | 1         | 1        |
| Ayrton Costa            | Boca Juniors        |           |                                      | 1         | 1        |
| Lautaro Di Lollo        | Boca Juniors        |           |                                      | 1         | 1        |
| Carlos Palacios         | Boca Juniors        |           |                                      | 1         | 1        |
| Marcos Rojo             | Boca Juniors        |           |                                      | 1         | 1        |
| Maximilian Beier        | Borussia Dortmund   |           |                                      | 1         | 1        |
| Rámi ben-Szebajni       | Borussia Dortmund   |           |                                      | 1         | 1        |
| Carney Chukwuemeka      | Borussia Dortmund   |           |                                      | 1         | 1        |
| Pascal Groß             | Borussia Dortmund   |           |                                      | 1         | 1        |
| Serhou Guirassy         | Borussia Dortmund   |           |                                      | 1         | 1        |
| Felix Nmecha            | Borussia Dortmund   |           |                                      | 1         | 1        |
| Artur                   | Botafogo            |           |                                      | 1         | 1        |
| Joaquín Correa          | Botafogo            |           |                                      | 1         | 1        |
| Cuiabano                | Botafogo            |           |                                      | 1         | 1        |
| Marçal                  | Botafogo            |           |                                      | 1         | 1        |
| Álvaro Montoro          | Botafogo            |           |                                      | 1         | 1        |
| Newton                  | Botafogo            |           |                                      | 1         | 1        |
| Alex Telles             | Botafogo            |           |                                      | 1         | 1        |
| Tosin Adarabioyo        | Chelsea             |           |                                      | 1         | 1        |
| Marc Cucurella          | Chelsea             |           |                                      | 1         | 1        |
| Reece James             | Chelsea             |           |                                      | 1         | 1        |
| Cole Palmer             | Chelsea             |           |                                      | 1         | 1        |
| Robert Sánchez          | Chelsea             |           |                                      | 1         | 1        |
| Jahja Atjat Állah       | el-Ahlí             |           |                                      | 1         | 1        |
| Asraf Bensarki          | el-Ahlí             |           |                                      | 1         | 1        |
| Ásraf Dári              | el-Ahlí             |           |                                      | 1         | 1        |
| Hamdi Fathi             | el-Ahlí             |           |                                      | 1         | 1        |
| Mohamed Háni            | el-Ahlí             |           |                                      | 1         | 1        |
| Ahmed Ramadán           | el-Ahlí             |           |                                      | 1         | 1        |
| Matías Palacios         | el-Ajn              |           |                                      | 1         | 1        |
| Rámí Rabíja             | el-Ajn              |           |                                      | 1         | 1        |
| Facundo Zabala          | el-Ajn              |           |                                      | 1         | 1        |
| Moteb el-Harbí          | el-Hilál            |           |                                      | 1         | 1        |
| Mohamed el-Khatání      | el-Hilál            |           |                                      | 1         | 1        |
| Simone Inzaghi          | el-Hilál            |           |                                      | 1         | 1        |
| Marcos Leonardo         | el-Hilál            |           |                                      | 1         | 1        |
| Sergej Milinković-Savić | el-Hilál            |           |                                      | 2         | 2        |
| Mohamed Váíl ed-Derbáli | Espérance de Tunis  |           |                                      | 1         | 1        |
| Máher el-Kanzári        | Espérance de Tunis  |           |                                      | 1         | 1        |
| Halíl el-Kenísi         | Espérance de Tunis  |           |                                      | 1         | 1        |
| Onuche Ogbelu           | Espérance de Tunis  |           |                                      | 1         | 1        |
| Yan Sasse               | Espérance de Tunis  |           |                                      | 1         | 1        |
| Mohamed Amín Túgáj      | Espérance de Tunis  |           |                                      | 1         | 1        |
| Allan                   | Flamengo            |           |                                      | 1         | 1        |
| Gerson                  | Flamengo            |           |                                      | 1         | 1        |
| Bruno Henrique          | Flamengo            |           |                                      | 1         | 1        |
| Igor Jesus              | Flamengo            |           |                                      | 1         | 1        |
| Wesley                  | Flamengo            |           |                                      | 1         | 1        |
| Jhon Arias              | Fluminense          |           |                                      | 1         | 1        |
| Facundo Bernal          | Fluminense          |           |                                      | 1         | 1        |
| Germán Cano             | Fluminense          |           |                                      | 1         | 1        |
| Keno                    | Fluminense          |           |                                      | 1         | 1        |
| Renato Portaluppi       | Fluminense          |           |                                      | 1         | 1        |
| Thiago Santos           | Fluminense          |           |                                      | 1         | 1        |
| Thiago Silva            | Fluminense          |           |                                      | 1         | 1        |
| Yeferson Soteldo        | Fluminense          |           |                                      | 1         | 1        |
| Sergio Busquets         | Inter Miami         |           |                                      | 1         | 1        |
| Lionel Messi            | Inter Miami         |           |                                      | 1         | 1        |
| Federico Redondo        | Inter Miami         |           |                                      | 1         | 1        |
| Marcelo Weigandt        | Inter Miami         |           |                                      | 1         | 1        |
| Carlos Augusto          | Internazionale      |           |                                      | 1         | 1        |
| Nicolò Barella          | Internazionale      |           |                                      | 1         | 1        |
| Denzel Dumfries         | Internazionale      |           |                                      | 1         | 1        |
| Sebastiano Esposito     | Internazionale      |           |                                      | 1         | 1        |
| Lautaro Martínez        | Internazionale      |           |                                      | 1         | 1        |
| Andrea Cambiaso         | Juventus            |           |                                      | 1         | 1        |
| Francisco Conceição     | Juventus            |           |                                      | 1         | 1        |
| Federico Gatti          | Juventus            |           |                                      | 1         | 1        |
| Pierre Kalulu           | Juventus            |           |                                      | 1         | 1        |
| Weston McKennie         | Juventus            |           |                                      | 1         | 1        |
| Khéphren Thuram         | Juventus            |           |                                      | 1         | 1        |
| Mark Delgado            | Los Angeles FC      |           |                                      | 1         | 1        |
| David Martínez          | Los Angeles FC      |           |                                      | 1         | 1        |
| Sergi Palencia          | Los Angeles FC      |           |                                      | 1         | 1        |
| Timothy Tillman         | Los Angeles FC      |           |                                      | 1         | 1        |
| Marcelo Allende         | Mamelodi Sundowns   |           |                                      | 1         | 1        |
| Fabio Fernandes         | Mamelodi Sundowns   |           |                                      | 1         | 1        |
| Kutlwano Letlhaku       | Mamelodi Sundowns   |           |                                      | 1         | 1        |
| Tashreeq Matthews       | Mamelodi Sundowns   |           |                                      | 1         | 1        |
| Manuel Akanji           | Manchester City     |           |                                      | 1         | 1        |
| Joško Gvardiol          | Manchester City     |           |                                      | 1         | 1        |
| Matheus Nunes           | Manchester City     |           |                                      | 1         | 1        |
| Abduqodir Xusanov       | Manchester City     |           |                                      | 1         | 1        |
| Érick Aguirre           | Monterrey           |           |                                      | 1         | 1        |
| Alfonso Alvarado        | Monterrey           |           |                                      | 1         | 1        |
| Fidel Ambríz            | Monterrey           |           |                                      | 1         | 1        |
| Stefan Medina           | Monterrey           |           |                                      | 1         | 1        |
| Sergio Barreto          | Pachuca             |           |                                      | 1         | 1        |
| Alexéi Domínguez        | Pachuca             |           |                                      | 1         | 1        |
| Agustín Palavecino      | Pachuca             |           |                                      | 1         | 1        |
| Federico Pereira        | Pachuca             |           |                                      | 1         | 1        |
| Felipe Anderson         | Palmeiras           |           |                                      | 1         | 1        |
| Estêvão                 | Palmeiras           |           |                                      | 1         | 1        |
| Agustín Giay            | Palmeiras           |           |                                      | 1         | 1        |
| Aníbal Moreno           | Palmeiras           |           |                                      | 1         | 1        |
| Raphael Veiga           | Palmeiras           |           |                                      | 1         | 1        |
| Wéverton                | Palmeiras           |           |                                      | 1         | 1        |
| Ousmane Dembélé         | Paris Saint-Germain |           |                                      | 1         | 1        |
| Désiré Doué             | Paris Saint-Germain |           |                                      | 1         | 1        |
| Nuno Mendes             | Paris Saint-Germain |           |                                      | 1         | 1        |
| Fabián Ruiz             | Paris Saint-Germain |           |                                      | 1         | 1        |
| Marquinhos              | Paris Saint-Germain |           |                                      | 1         | 1        |
| Martim Fernandes        | Porto               |           |                                      | 1         | 1        |
| Nehuén Pérez            | Porto               |           |                                      | 1         | 1        |
| Jude Bellingham         | Real Madrid         |           |                                      | 1         | 1        |
| Daniel Carvajal         | Real Madrid         |           |                                      | 1         | 1        |
| Kylian Mbappé           | Real Madrid         |           |                                      | 1         | 1        |
| Aurélien Tchouaméni     | Real Madrid         |           |                                      | 1         | 1        |
| Vinícius Júnior         | Real Madrid         |           |                                      | 1         | 1        |
| Soumaila Diabate        | Red Bull Salzburg   |           |                                      | 1         | 1        |
| Kitano Szóta            | Red Bull Salzburg   |           |                                      | 1         | 1        |
| Marcos Acuña            | River Plate         |           |                                      | 1         | 1        |
| Paulo Díaz              | River Plate         |           |                                      | 1         | 1        |
| Manuel Lanzini          | River Plate         |           |                                      | 1         | 1        |
| Maximiliano Meza        | River Plate         |           |                                      | 1         | 1        |
| Germán Pezzella         | River Plate         |           |                                      | 1         | 1        |
| Jackson Ragen           | Seattle Sounders    |           |                                      | 1         | 1        |
| Paul Rothrock           | Seattle Sounders    |           |                                      | 1         | 1        |
| Nouhou Tolo             | Seattle Sounders    |           |                                      | 1         | 1        |
| Darijan Bojanić         | Ulszan HD           |           |                                      | 1         | 1        |
| Kang Szangu             | Ulszan HD           |           |                                      | 1         | 1        |
| Kim Minhjok             | Ulszan HD           |           |                                      | 1         | 1        |
| Samuel Gustafson        | Urava Red Diamonds  |           |                                      | 1         | 1        |
| Nisikava Súszaku        | Urava Red Diamonds  |           |                                      | 1         | 1        |
| Thiago Santana          | Urava Red Diamonds  |           |                                      | 1         | 1        |
| Szekine Takahiro        | Urava Red Diamonds  |           |                                      | 1         | 1        |
| Vatanabe Rjóma          | Urava Red Diamonds  |           |                                      | 1         | 1        |
| Nordin Amrabat          | Vidad Casablanca    |           |                                      | 1         | 1        |
| Iszmáíl Benkátib        | Vidad Casablanca    |           |                                      | 1         | 1        |
| Guilherme Ferreira      | Vidad Casablanca    |           |                                      | 1         | 1        |
| Cassius Mailula         | Vidad Casablanca    |           |                                      | 1         | 1        |
| Bart Meijers            | Vidad Casablanca    |           |                                      | 1         | 1        |
| Selemani Mwalimu        | Vidad Casablanca    |           |                                      | 1         | 1        |

Jegyzetek
- Az FC Porto június 23-i mérkőzése 74. percében egy játékos kapott egy sárga lapot, de a FIFA jegyzőkönyvében nem szerepel névvel, így a táblázatban se kapott helyet.[31]
- Az FC Bayern München július 6-i mérkőzése 76. percében egy játékos kapott egy sárga lapot, de a FIFA jegyzőkönyvében nem szerepel névvel, így a táblázatban se kapott helyet.[32]

## Nyereményalap
A nyereményelosztási modell szerint a teljes nyereményalap 1 milliárd dollár, amelyet a 32 résztvevő klub között osztanak szét. A torna győztese akár 125 millió dollárt is kaphat, amely a korábbi nyereményekhez képest jelentős növekedést jelent. A részt vevő csapatoknak járó pénzdíjon felül egy szolidaritási befektetési program célja, hogy további 250 millió dollárt biztosítson a klubfutball számára világszerte.
A 2025-ös elosztás az alábbi:
Sportteljesítmény (475 millió dollár): növekvő kifizetések a tornán elért teljesítmény alapján.
- Csoportkör (három mérkőzés): + 2,0 millió dollár győzelemenként; + 1,0 millió dollár döntetlen
- Nyolcaddöntő: + 7,5 millió dollár
- Negyeddöntő: + 13,125 millió dollár
- Elődöntő: + 21,0 millió dollár
- Döntős: + 30,0 millió dollár
- Győztes: + 40,0 millió dollár

Részvétel (525 millió dollár): garantált kifizetések mind a 32 klubnak (az összegek klubonként értendők).
- Európa: 12,81–38,19 millió dollár (sport- és kereskedelmi kritériumokon alapuló rangsor alapján)
- Dél-Amerika: 15,21 millió dollár
- Észak-, Közép-Amerika és a Karib-térség: 9,55 millió dollár
- Ázsia: 9,55 millió dollár
- Afrika: 9,55 millió dollár
- Óceánia: 3,58 millió dollár

Szolidaritási kifizetések (250 millió dollár): A részt vevő csapatoknak járó nyereményalap mellett ezeket a kifizetéseket a klubok támogatására fordítják világszerte, elősegítve a fejlődést és az inkluzivitást a globális futballban.

## Közvetítési jogok
2024. július 15-én megnyílt a FIFA új, top klubversenyének 2025-ös kiadásának médiajogaira vonatkozó pályázat Amerika, Ázsia, valamint a Közel-Kelet és Észak-Afrika számára. A FIFA hetekkel azután tett közzé egy „ajánlattételi felhívást Amerikában, Ázsiában, valamint a Közel-Keleten és Észak-Afrikában” című cikket, hogy az Apple céggel folytatott tárgyalások megakadtak egy exkluzív, 1 milliárd dolláros globális jogmegállapodásról a tornára vonatkozóan, amely állítólag a FIFA közvetítési célértékének negyedét tette volna ki. 2024. szeptember 19-én a FIFA rendkívüli ülést hívott össze a közvetítési jogok megvitatására, mivel még mindig nem született megállapodás.
2024. december 4-én a DAZN 1 milliárd euróért megszerezte a torna globális jogait; az összes mérkőzés ingyenes streamelésére, valamint a jogok licencelésére bizonyos helyi műsorszolgáltatóknak. Saját platformján a DAZN úgy döntött, hogy széleskörű tudósítást készít a tornáról, beleértve különleges filmeket és műsorokat, például egy átigazolási adást Fabrizio Romano újságíróval, aki a tornát megelőző szerződtetésekre összpontosított.
2025. április 10-én a kínai streaming platform, a Migu közvetlen, két tornára kiterjedő megállapodás keretében megszerezte a FIFA-klubvilágbajnokság közvetítési jogait Kínában. Mivel a DAZN-nak nincs jelenléte Kínában, úgy tudni, hogy a FIFA közvetlenül a Miguval tárgyalt a megállapodásról.

## Marketing

### Logó és trófea
2024. szeptember 4-én a FIFA kiadta a torna hivatalos emblémáját. Az embléma a labdából, a futballtörténelemből és -kultúrából merít ihletet, a torna kezdőbetűit egy kör alakú ikonná összeállítva. A hivatalos zene Gala Freed from Desire című dala lesz. November 14-én a FIFA bemutatta az új klubvilágbajnoki trófeát. 2025. január 29-én bejelentették, hogy Robbie Williams fellép a tornán, többek között egy új dallal is.

### Labda
2025. január 31-én az Adidas bemutatta a hivatalos meccslabdát. A dizájn szaggatott szélű blokkmintákat és dekonstruált csillagokat és csíkokat tartalmaz piros, fehér és kék színben, az Egyesült Államok zászlajának színeiben.

### Zene
A Gala Freed from Desire című száma mellett a torna egyik hivatalos dala a Queen dalának We Will Rock You című feldolgozása volt, amelyet Pitbull amerikai rapper és RedOne producer készített. Pitbull énekelte a 2014-es FIFA-világbajnokság hivatalos dalát, a We Are One (Ole Ola)-t, míg a RedOne készítette a 2022-es torna hivatalos albumát.
A Freed from Desire hallgatottsága robbanásszerűen megnőtt a torna alatt, a dalt használó különféle internetes mémek különböző közösségi média platformok, és a Spotify bejelentette, hogy a napi átlagos zenehallgatás világszerte több mint 13%-kal nőtt 2025 júniusának végén, beleértve az egyes régiókban tapasztalható éves növekedést is; Brazíliában a dal népszerűsége több mint 850%-kal nőtt 2024 azonos időszakához képest, és 450%-kal csak 2025 júniusának első felében.